# KZ Natzweiler-Struthof
Koordinaten: 48° 27′ 24″ N, 7° 15′ 14″ O

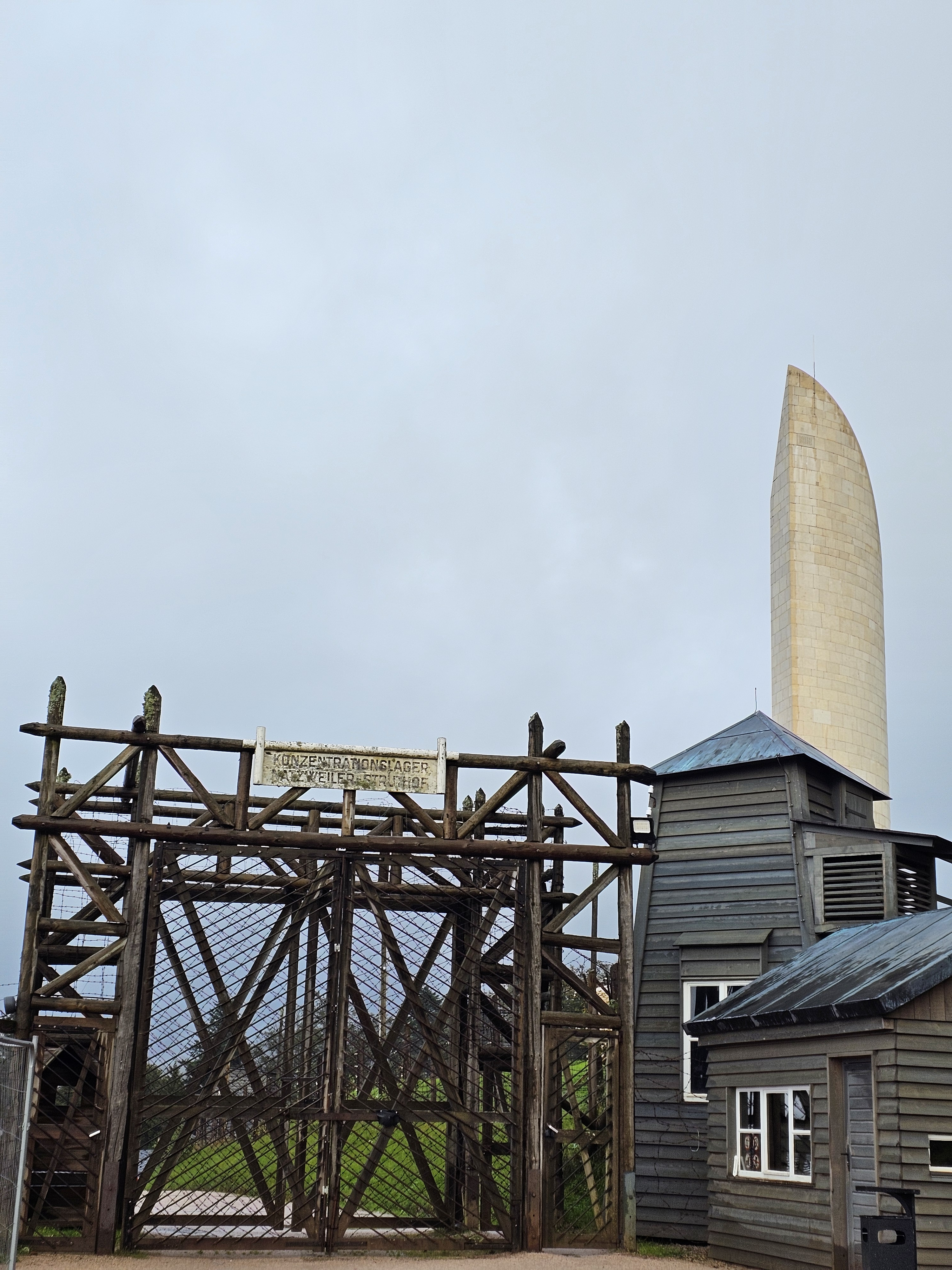
Eingang zum Konzentrationslager Natzweiler

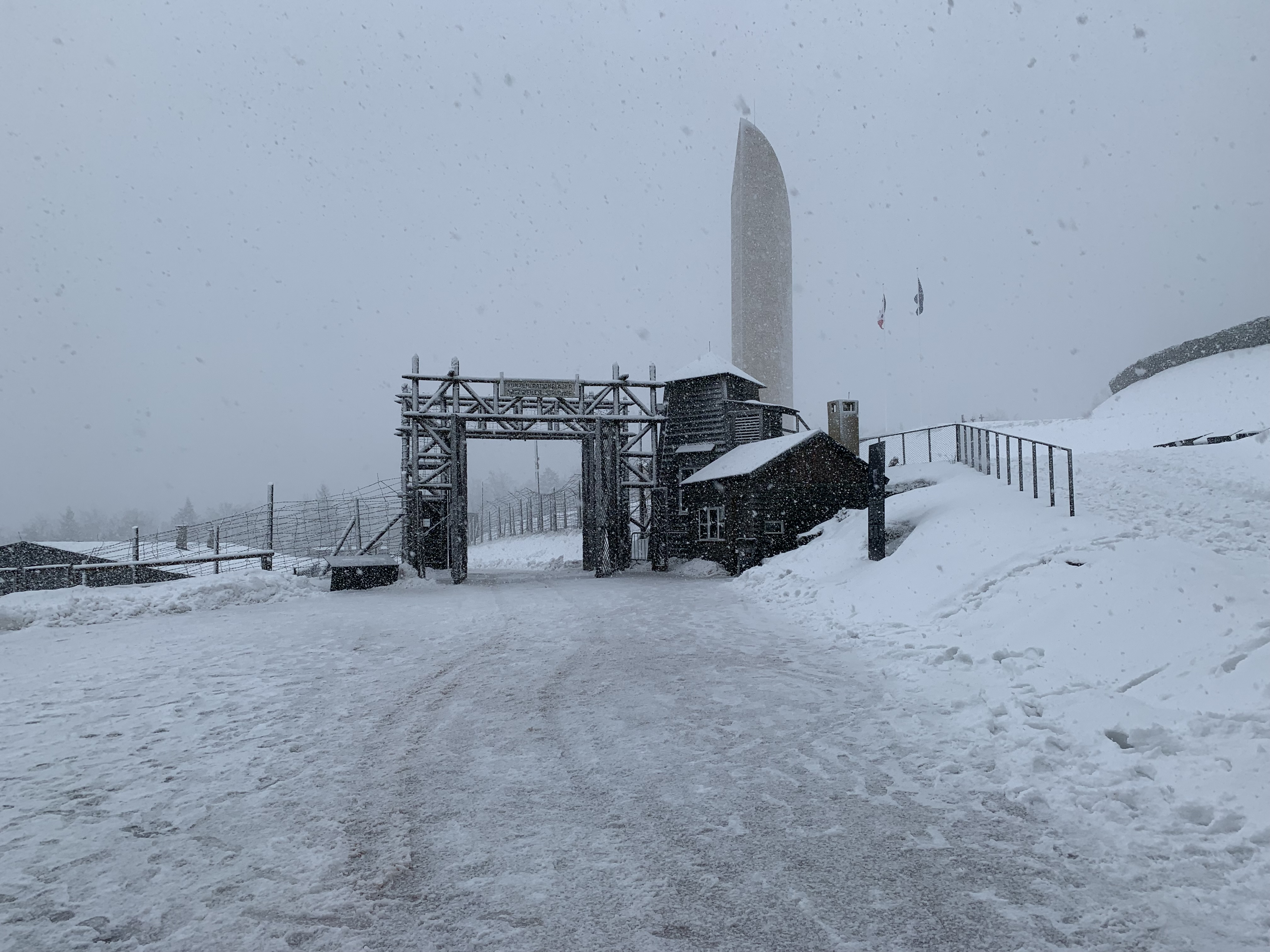
Eingang ins Lager, dahinter das flammenförmige Mahnmal für die Deportierten

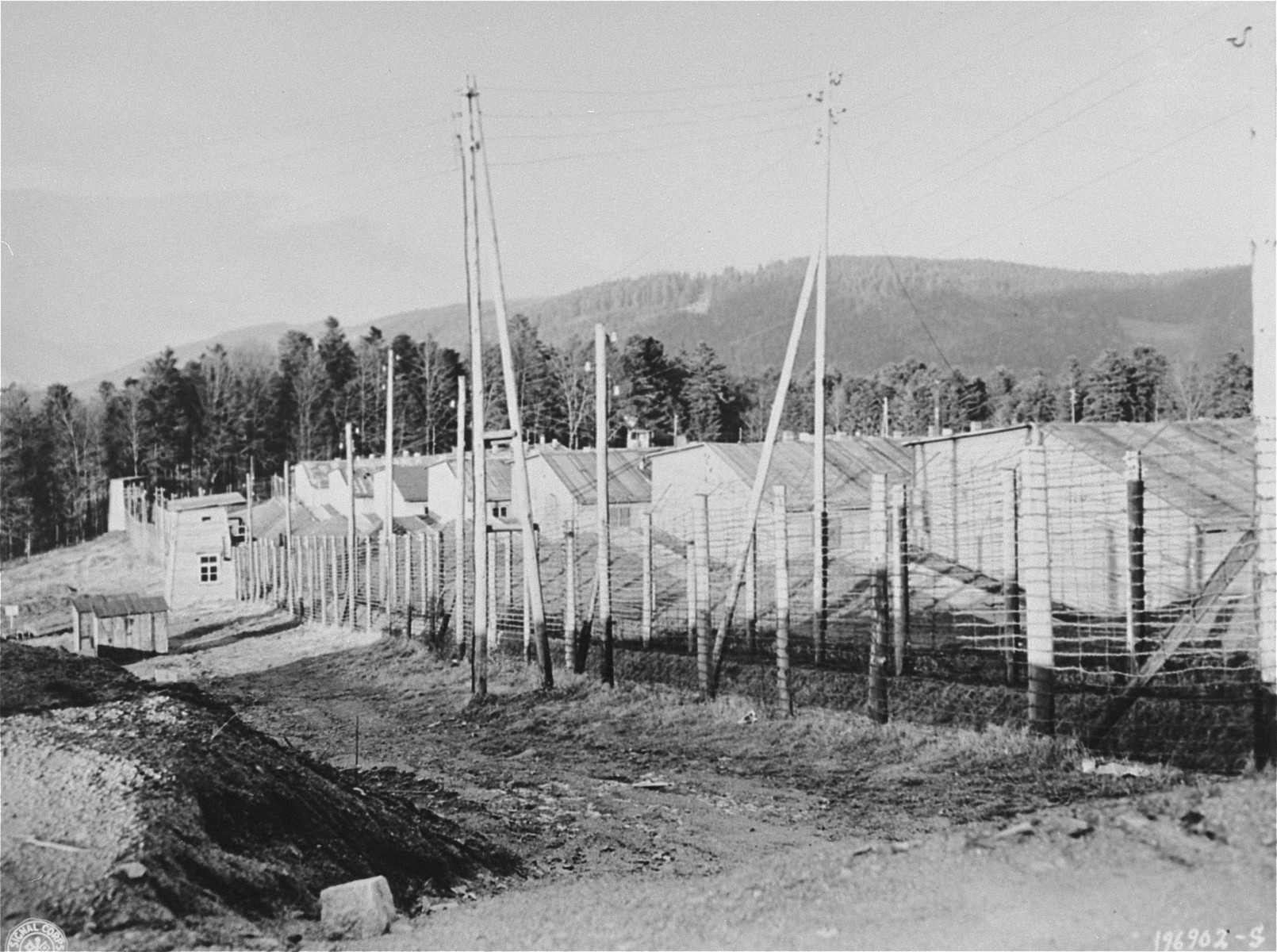
Das evakuierte Lager, November 1944

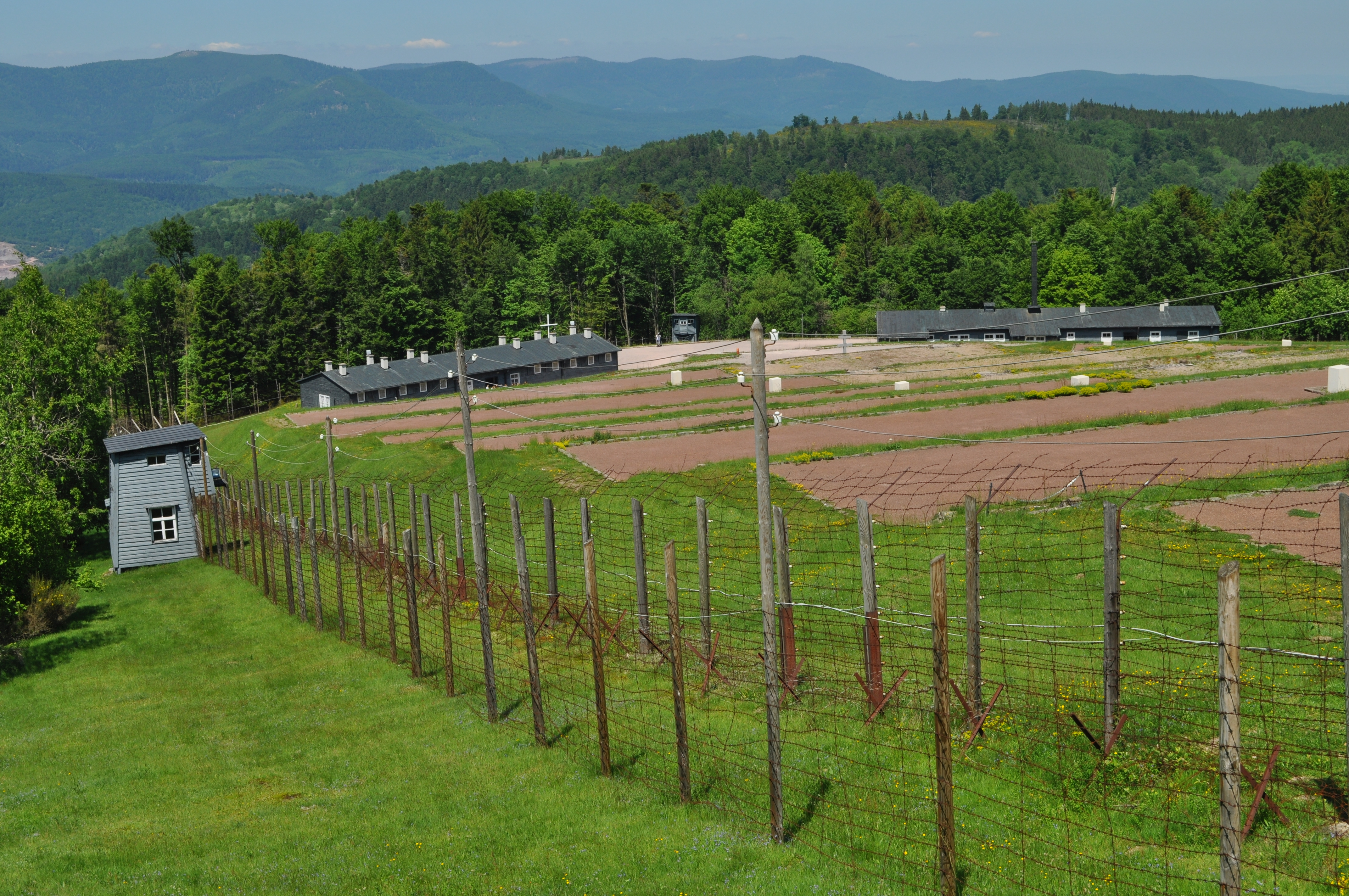
Heutige Ansicht. Gut zu erkennen die Lage am Hang und die terrassenförmige Anordnung der früheren Baracken

Das KZ Natzweiler-Struthof, kurz KZ Natzweiler genannt, war ein von Mai 1941 bis September 1944 bestehendes Konzentrationslager des nationalsozialistischen Deutschlands nahe dem Ort Natzweiler (französisch Natzwiller) im besetzten französischen Elsass. Es lag etwa 55 Kilometer südwestlich von Straßburg, acht Kilometer vom Bahnhof Rothau entfernt, am Nordhang eines Vogesen-Gipfels auf etwa 750 bis 800 Metern Höhe.
Das KZ Natzweiler-Struthof war ein sogenanntes Straf- und Arbeitslager mit zahlreichen Außenlagern auf beiden Seiten des Rheins (siehe Liste der Außenlager). Der Verbund aus dem Stammlager in Natzweiler und seinen Außenlagern wird als KZ-Komplex Natzweiler bezeichnet.
Als die Front der Alliierten heranrückte, wurden das Stammlager in Natzweiler und die Außenlager westlich des Rheins ab September 1944 evakuiert. Die Häftlinge aus diesen Lagern wurden in Konzentrationslager östlich des Rheins verlegt. Die Verwaltung des Stammlagers wurde in die Nähe von Mosbach verlegt – der Name „Natzweiler“ wurde beibehalten, obwohl das Lager in Natzweiler nicht mehr existierte. Östlich des Rheins wurden die meisten Außenlager noch bis April 1945 fortgeführt.
Etwa 52.000 Häftlinge aus über 30 Nationen in Europa wurden in das KZ Natzweiler und die angeschlossenen Außenlager deportiert. Etwa 17.000 Häftlinge starben, davon etwa 3000 im Stammlager in Natzweiler. Sie wurden ermordet, starben an Krankheiten, Kälte und Mangelernährung oder an den Nachwirkungen der Haft.
Das ehemalige Lagergelände ist heute ein Ort des Gedenkens und der Erinnerung. 1960 wurde das Mémorial de la Déportation (Mahnmal der Deportation) von Staatspräsident Charles de Gaulle eingeweiht. 2005 wurde das Museum Europäisches Zentrum des deportierten Widerstandskämpfers eröffnet.

## Das Stammlager in Natzweiler

### Entwicklung des Lagers

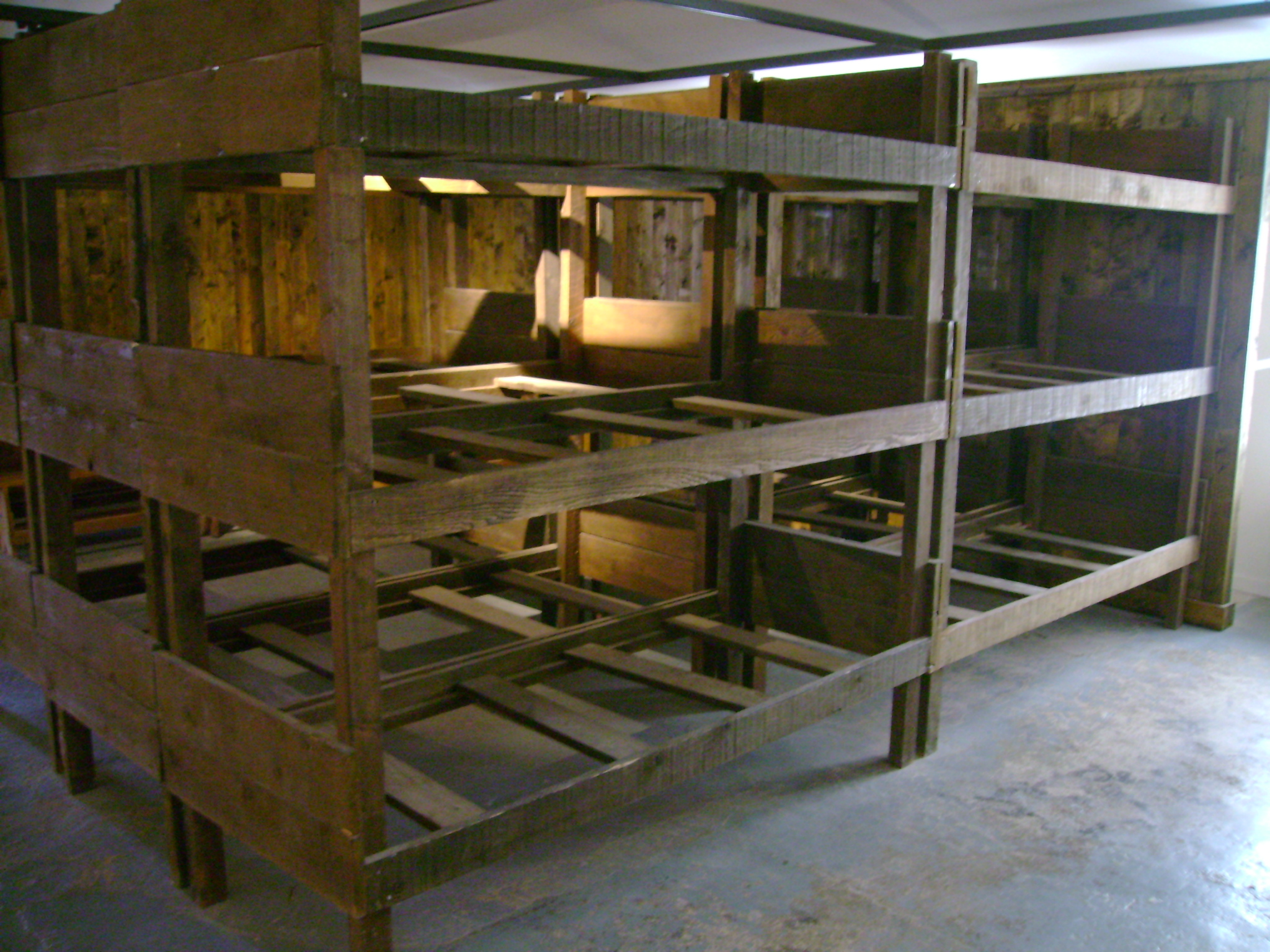
Stockbetten für Insassen

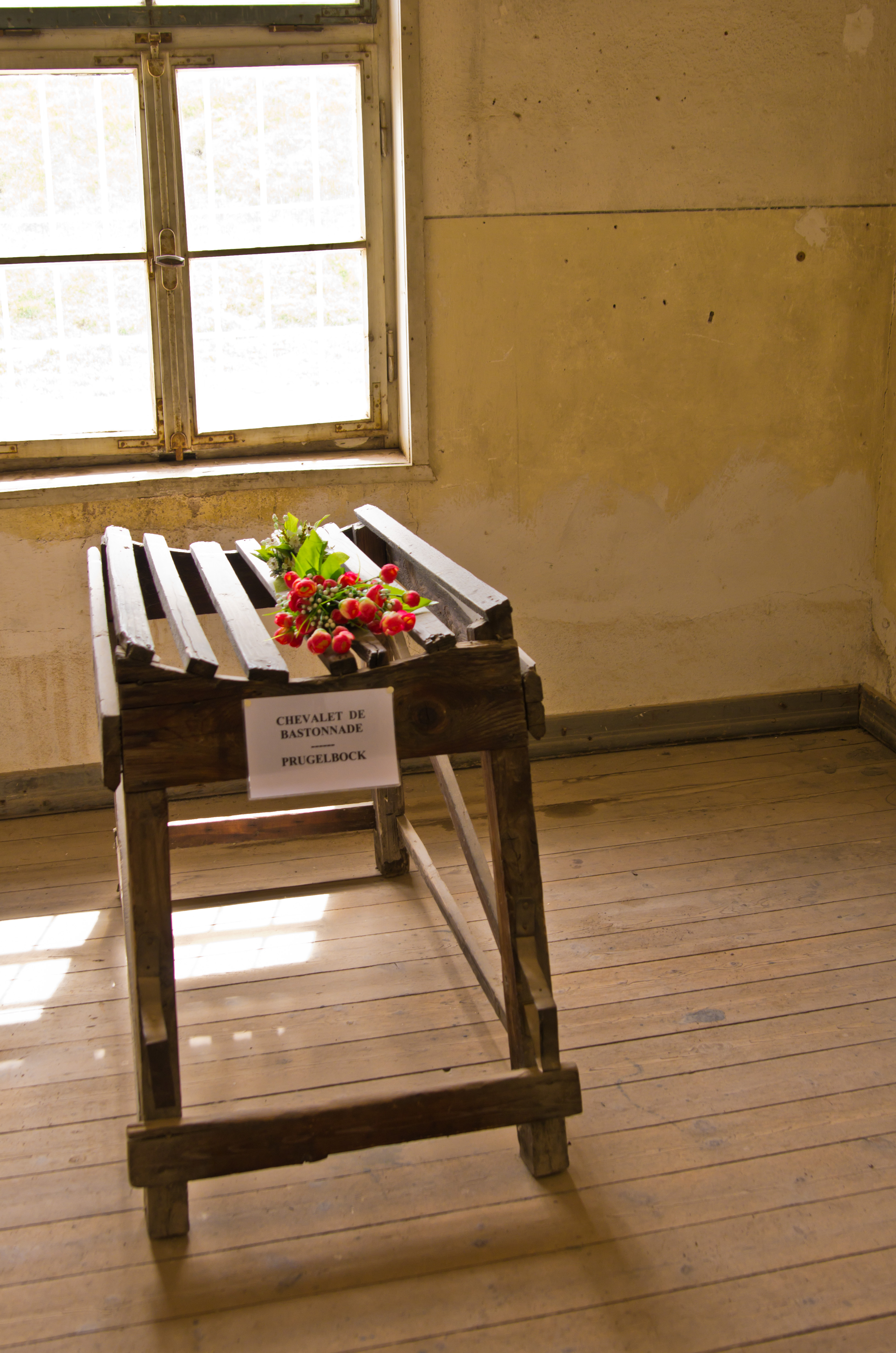
KZ-Prügelbock

In den Jahren 1937/38 wurde das System der Konzentrationslager ausgebaut und damit sollte die bessere Ausnutzung der Häftlinge als Arbeitskräfte einhergehen. Um diese Arbeitskräfte nutzbar zu machen, gründete die SS eigene Wirtschaftsunternehmen. Darunter die Deutsche Erd- und Steinwerke GmbH (DEST), die den großen Baustoffbedarf für die von den Nationalsozialisten angestrebten Monumentalbauten liefern sollte. Die DEST erwarb 1938 Steinbrüche bei Flossenbürg, Mauthausen und Groß-Rosen, wo Konzentrationslager eingerichtet werden konnten. Albert Speer bekundete nach dem Westfeldzug anlässlich einer Besichtigungsfahrt durch das besetzte Elsass Interesse an dem seltenen roten Granitvorkommen in den nördlichen Vogesen und regte deren Abbau an. Die DEST wurde mit der Vorbereitung und Durchführung des Projekts beauftragt und der SS-Obersturmbannführer Karl Blumberg begann Anfang September 1940 vom Gasthof Le Struthof auf halber Höhe zwischen dem Dorf Natzweiler und dem Vogesengipfel Roche Louise Gesteinsproben zu entnehmen und einen geeigneten Standort für das Konzentrationslager zu bestimmen. Im Auftrag von Speer, Himmler und Oswald Pohl, Leiter des SS-Wirtschafts- und Verwaltungshauptamtes, wurde dann beschlossen, in Natzweiler ein Konzentrationslager einzurichten. Der offizielle Name des Lagers in Dokumenten war „Natzweiler“ (benannt nach dem Dorf) und in Frankreich bildete sich nach dem Krieg die Bezeichnung „Le Struthof“ (nach dem Gasthof) heraus. In der Literatur findet sich häufig die Bezeichnung „Natzweiler-Struthof“.
Am 1. Mai 1941 begann der Bau des Lagers Natzweiler-Struthof. Am 21. und 23. Mai kamen in zwei Transporten die ersten Deportierten aus dem KZ Sachsenhausen an. Im Jahr 1941 waren durchschnittlich 400 Häftlinge in Natzweiler. Sie waren im Tanzsaal des Gasthofs Struthof untergebracht und sollten das Lager errichten. In diesem höchst unwirtlichen Klima hatten 900 Gefangene in einem Jahr das Lager zu errichten. Von den 900 Häftlingen starben 330, weitere 300 wurden als Invaliden in das KZ Dachau geschafft.
Das gefürchtetste Kommando arbeitete im Steinbruch des KZ. Von den Insassen waren nur etwa 100 arbeitsfähig. Da dieses Kommando jedoch mindestens 200 Mann umfassen musste, wurden viele, die nicht mehr gehen konnten, in Schubkarren zur Zwangsarbeit gebracht. 60 % der Häftlinge wogen unter 50 Kilogramm.
Der erste Lagerarzt war der vom KZ Buchenwald dorthin beorderte Hans Eisele. Sein Nachfolger wurde der kaum weniger berüchtigte SS-Obersturmführer Max Blancke.
Ab 1943 wurden Widerstandsverdächtige hauptsächlich aus Frankreich, Belgien, den Niederlanden und Norwegen, die nach dem Nacht-und-Nebel-Erlass behandelt wurden, als sogenannte NN-Häftlinge nach Natzweiler gebracht, wo sie von der Außenwelt isoliert waren und ihr spurloses Verschwinden die Verwandten und die Bevölkerung einschüchtern sollte. Diese Häftlinge wurden besonders hart behandelt. Nachweislich kamen 1454 NN-Häftlinge nach Natzweiler, plausibel sind nach Steegmann 2438 Gefangene.
Im selben Jahr musste sich die NS-Wirtschaft wegen der Rückschläge in Russland ganz auf Kriegsproduktion umstellen und der Arbeitskräftemangel erforderte den Einsatz von KZ-Häftlingen zur Produktion von strategisch wichtigen Waffen und Treibstoff. Es entwickelte sich bis 1944 ein Komplex von siebzig Außenlagern im Elsass, dem Moselgebiet und östlich des Rheins. Die Zahl der Häftlinge vervielfachte sich und die verschlechterten Lebens- und Arbeitsbedingungen erhöhten die Zahl der Toten. Das Stammlager war im September 1944 hoffnungslos überfüllt und zwei Drittel der Häftlinge waren krank.

### Lagerkommandanten
| Lagerkommandant        | Zeitraum                  |
| ---------------------- | ------------------------- |
| Hans Hüttig            | April 1941 – März 1942    |
| Egon Zill              | Mai 1942 – September 1942 |
| Josef Kramer           | Oktober 1942 – April 1944 |
| Friedrich Hartjenstein | Mai 1944 – Januar 1945    |
| Heinrich Schwarz       | Februar 1945 – April 1945 |

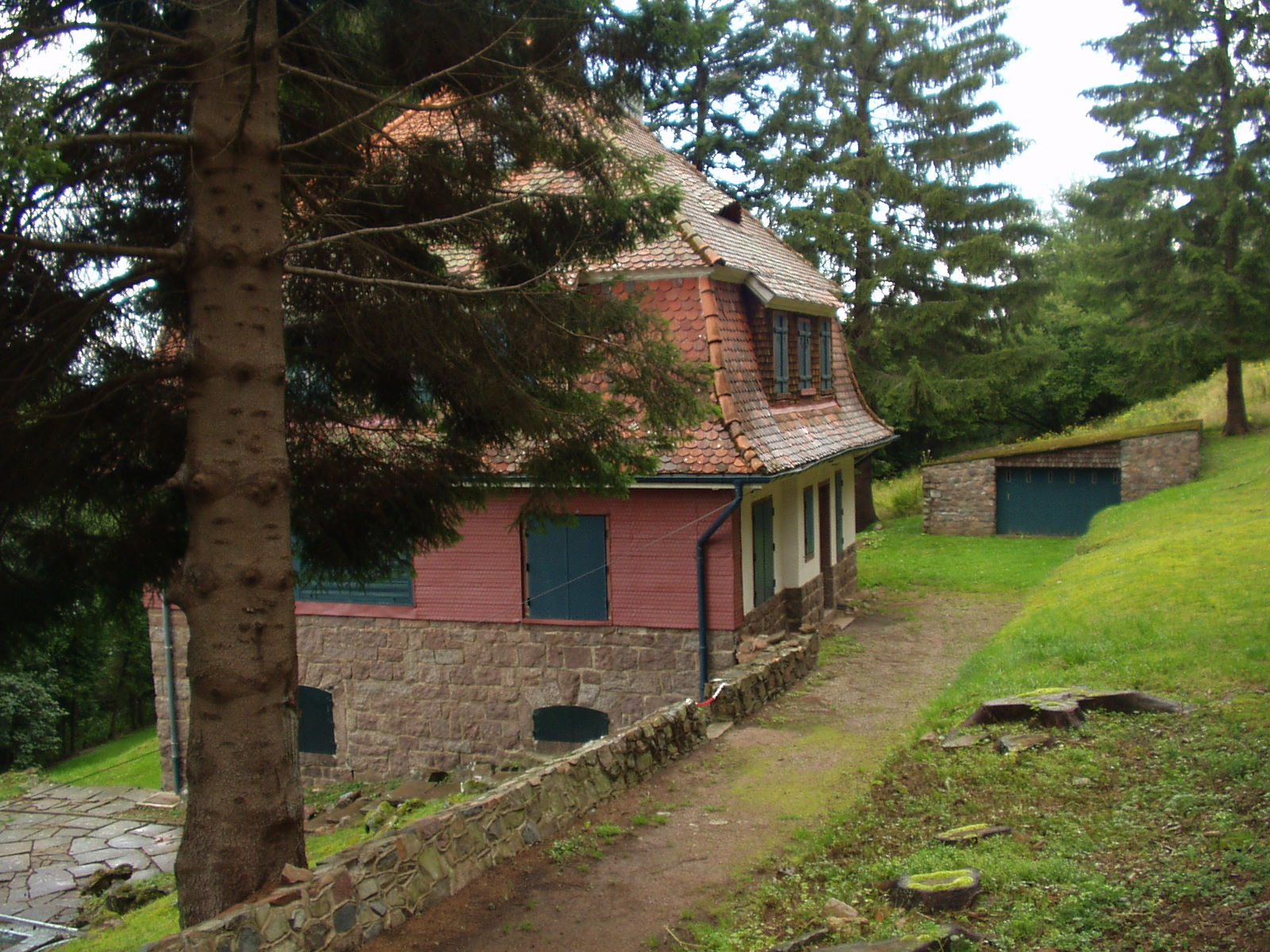
Die Villa des Lagerkommandanten, etwa 100 Meter vom Lager entfernt

Josef Kramer war von Anfang an im KZ Natzweiler tätig, zunächst als Schutzhaftlagerführer.

### Lagergefängnisse

Lagergefängnis für Gefangene der Stufe 3

Die Häftlinge wurden immer wieder im lagereigenen Gefängnis unter Druck gesetzt, es wurde dabei zwischen drei Inhaftierungsstufen unterschieden:
- Erste Stufe: In einem hellen Raum mit Tageslicht bei Wasser und Brot, bis zu zehn Tage, mit bis zu 18 anderen Häftlingen zusammen auf etwa 2 m × 3 m. Ein Eimer zur Verrichtung der Notdurft pro Zelle.
- Zweite Stufe: In einem dunklen Raum mit Tageslicht, bei Wasser und Brot als Nahrung, bis zu 42 Tage, nur alle vier Tage eine größere Mahlzeit, ansonsten ähnliche Bedingungen wie bei Stufe eins.
- Stufe drei: Ein Gefangener wurde in eine von fünf kleinen Nischen gesperrt (Höhe etwa 1,50 m, Breite etwa 0,8 m, Tiefe etwa 1 m), in der er bis zu seiner Hinrichtung verharren musste. Es ist kein Gefangener des KZ bekannt, der diese Prozedur überlebte. Es gab keine Möglichkeit, zur Toilette zu gehen, man konnte nicht stehen oder liegen. Vermutlich gab es wenig bis gar kein Essen. Wie alle Räume des Lagers war diese Nische im Sommer extrem heiß, im Winter erfror man schnell. Diese kleinen Kammern waren stockdunkel. Ursprünglich waren sie für Heizungsanlagen vorgesehen, aber im KZ Natzweiler-Struthof war nie auch nur eine einzige Heizung in Betrieb.

### Fluchtversuche

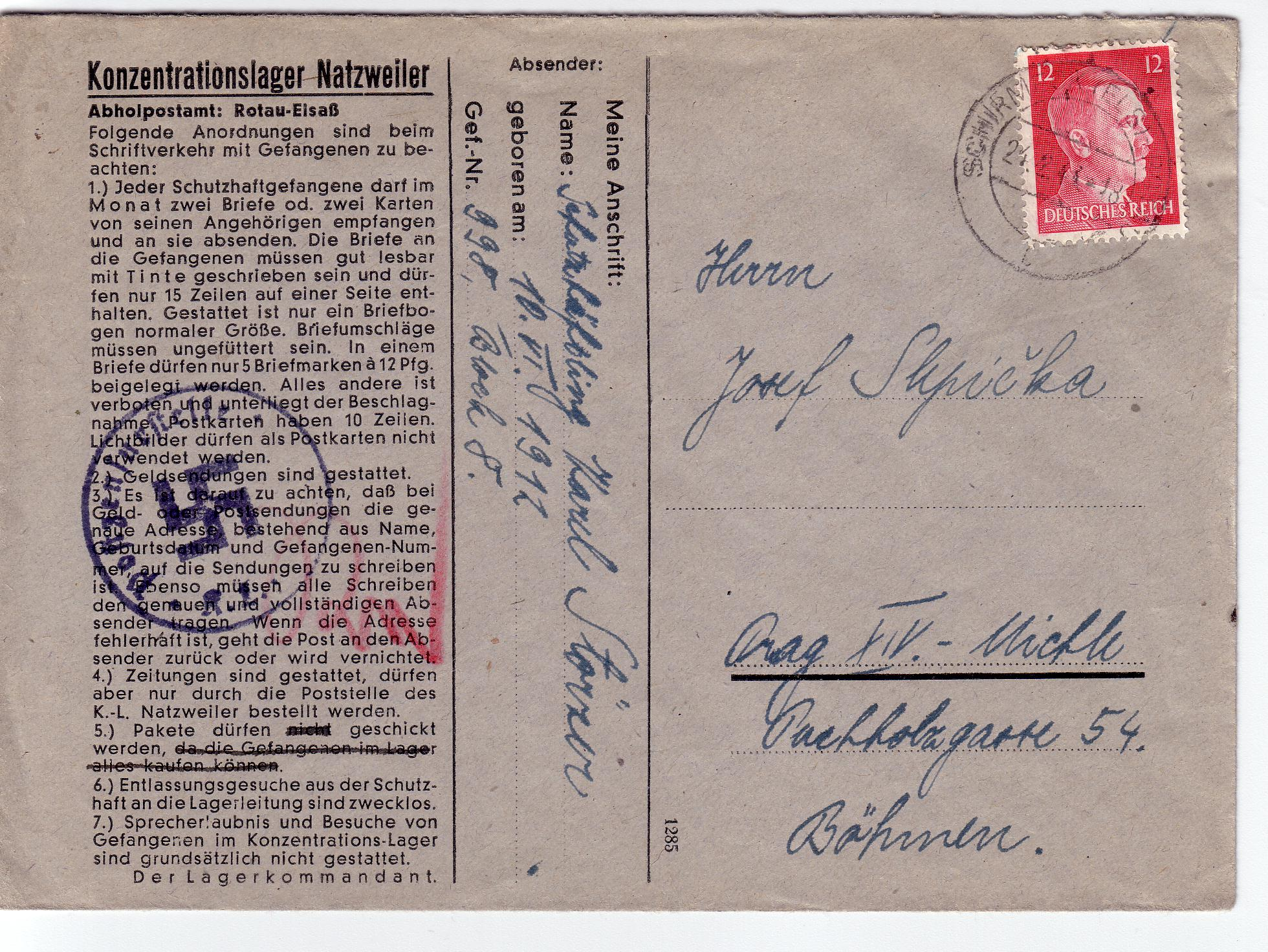
Häftlingsbrief, hier mit Korrekturen bei Pkt. 5 der Postbestimmungen

Ein Häftling grub während der Arbeit im Steinbruch unbemerkt ein Loch in die Erde und bedeckte sich mit Gras, um nicht gesehen zu werden. Nachdem die anderen Häftlinge am Abend ins Lager zurück mussten, blieb er die ganze Nacht über in seinem Versteck. Tatsächlich war er der Flucht sehr nahe, denn am nächsten Morgen war noch nichts aufgefallen. Beim Morgenappell jedoch, der immer mit größter Sorgfalt abgehalten wurde, fehlte der Mann und Suchhunde wurden benutzt, um alle möglichen Aufenthaltsorte abzusuchen. Als die Suchhunde den „Ausbrecher“ stellten, wurde er festgenommen. Mit grausamen Bisswunden wurde er tagelang gefangengehalten, bis er dann ausnahmsweise wieder im Lager arbeiten „durfte“ – normalerweise wurden Fluchtversuche mit dem Tod durch Hängen bestraft. Bei einem späteren Transport in ein anderes KZ gelang ihm ein erneuter Fluchtversuch.
Einem Mann gelang es, sich die Uniform des Lagerkommandanten anzueignen. Mit dessen Wagen konnte er unbemerkt aus dem Lager entkommen, denn die Wachposten salutierten dem perfekt gekleideten „Kommandanten“. Da im Elsass die Résistance sehr aktiv war, konnte der ehemalige Häftling innerhalb weniger Tage bis nach Algerien gelangen. Dort hatte er nichts mehr zu befürchten.

### Todesopfer
Im Stammlager starben etwa 3000 Häftlinge. Bis zum 3. Februar 1943 wurden die Todesfälle im Zivilregister der Gemeinde Natzweiler eingetragen und die Leichen im Krematorium Straßburg-Robertsau eingeäschert. Danach wurden die Todesfälle in einem lagerinternen Register vermerkt und blieben damit der Öffentlichkeit verborgen. Die Leichen wurden ab dann in einem provisorischen Krematorium vor Ort eingeäschert. Am 22. Oktober 1943 war ein neues Krematorium mit einem Muffelofen der Firma Kori betriebsbereit. Viele Gefangene starben, weil sie bei kargen Mahlzeiten in den umliegenden Steinbrüchen für Speers geplante Monumentalbauten schwere Zwangsarbeit leisten mussten. Darüber hinaus wurden Gefangene auf verschiedene Weise ermordet oder starben infolge von medizinischen „Experimenten“.

#### Todesfälle im KZ-Alltag
Ein Grund für Todesfälle im Lager war der Hunger der unterernährten Häftlinge. Er war so groß, dass die Schwächsten von Mitgefangenen erschlagen wurden, die sich so in den Besitz der kärglichen Tagesration der Toten brachten. Einmal wurden in einer einzigen Nacht 30 Mann erschlagen in das Revier eingeliefert.
Dass es auch unter den Häftlingen tödliche Menschenverachtung gab, die bis in den Krankenbau („Revier“ genannt) reichte, zeigt sich beispielhaft an dem Bericht eines Revierpflegers. Er wurde am 8. Juli 1942 Zeuge, wie sogenannte BVer (als kriminell eingestufte Häftlinge mit grünen Stoffdreiecken an der Häftlingsuniform) einen noch lebenden Häftling im Krematorium verbrannten:

„Im Korridor des Reviers standen sechs aus rohen Brettern zusammengenagelte Kisten übereinander, die als Särge dienten. Aus den Fugen sickerte Blut. Im untersten Sarg war plötzlich ein Klopfen zu hören. Eine schwache Stimme wimmerte: ‚Macht auf, macht auf, ich lebe noch!’ […] Die Grünen holten den Sarg hervor und öffneten ihn. Mit zerschlagenen Gliedern und verletztem Kopf starrte uns ein mit einem Toten zusammenliegender Häftling an. Ich wollte zugreifen, um ihn aus seiner fürchterlichen Lage zu befreien, wurde aber von den BVern sofort zur Seite gestoßen. Einige dumpfe Schläge, dann war der Sarg wieder zugenagelt und kam in das Krematorium.“

Krematorium
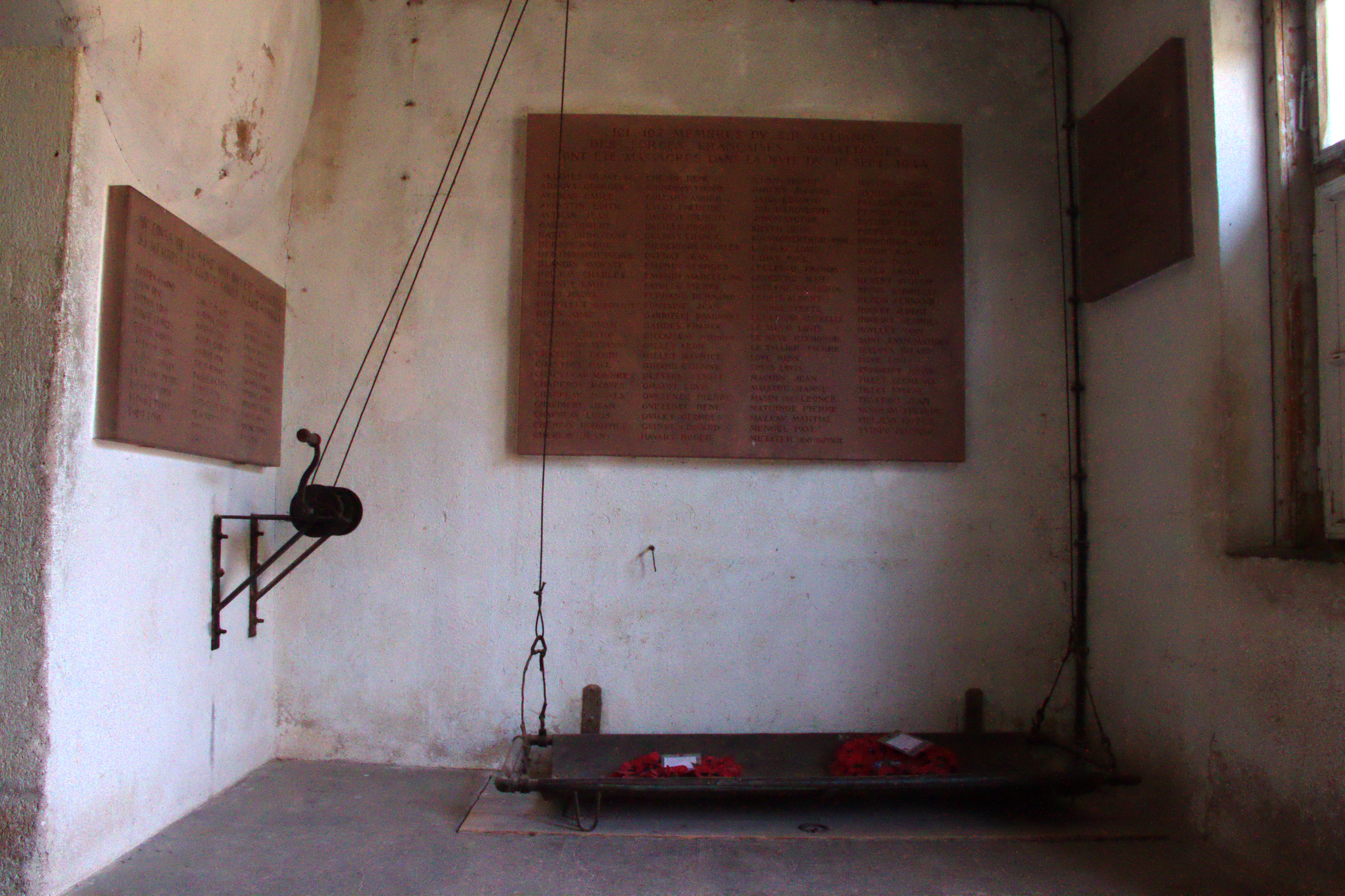
Leichenaufzug zum Krematorium mit Gedenktafeln
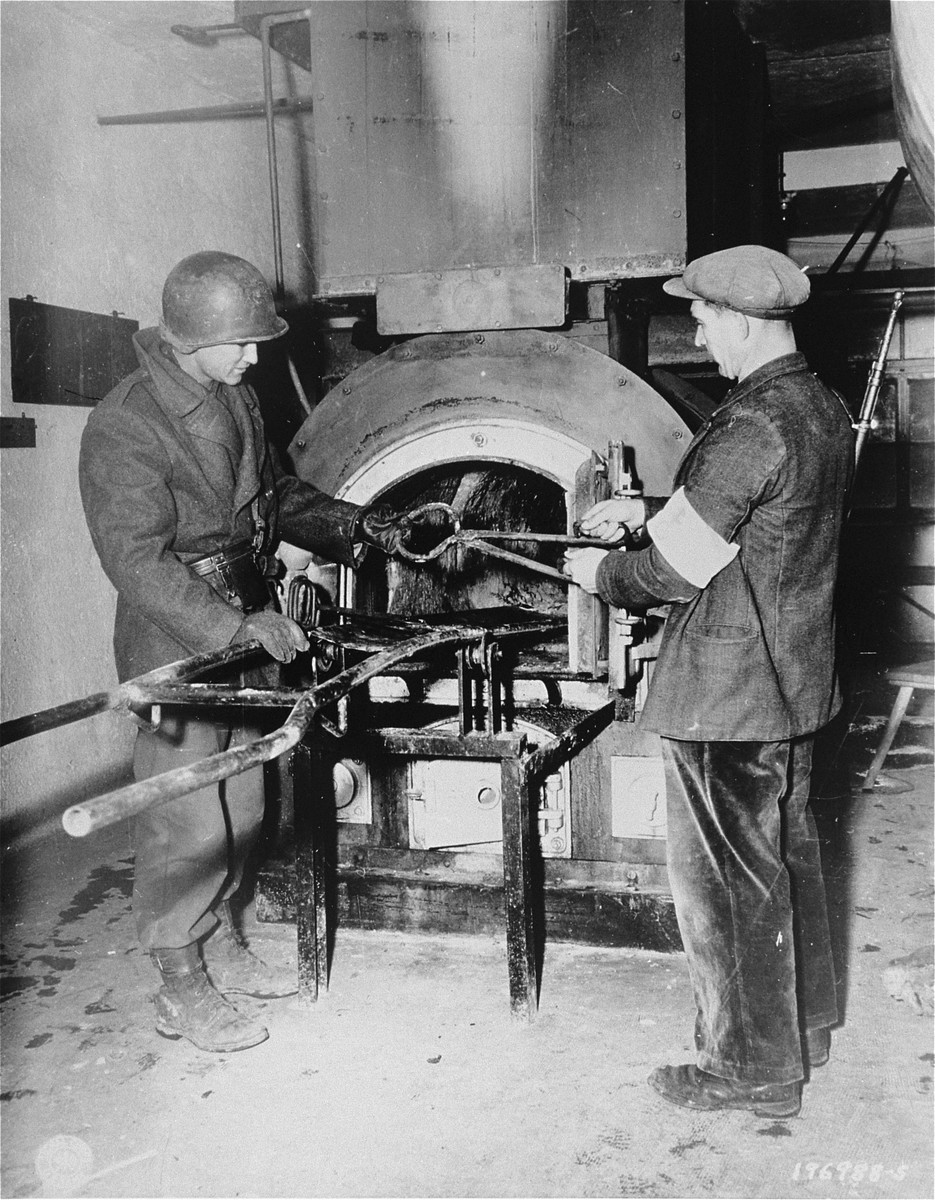
Verbrennungsofen wird erklärt

#### Hinrichtungen

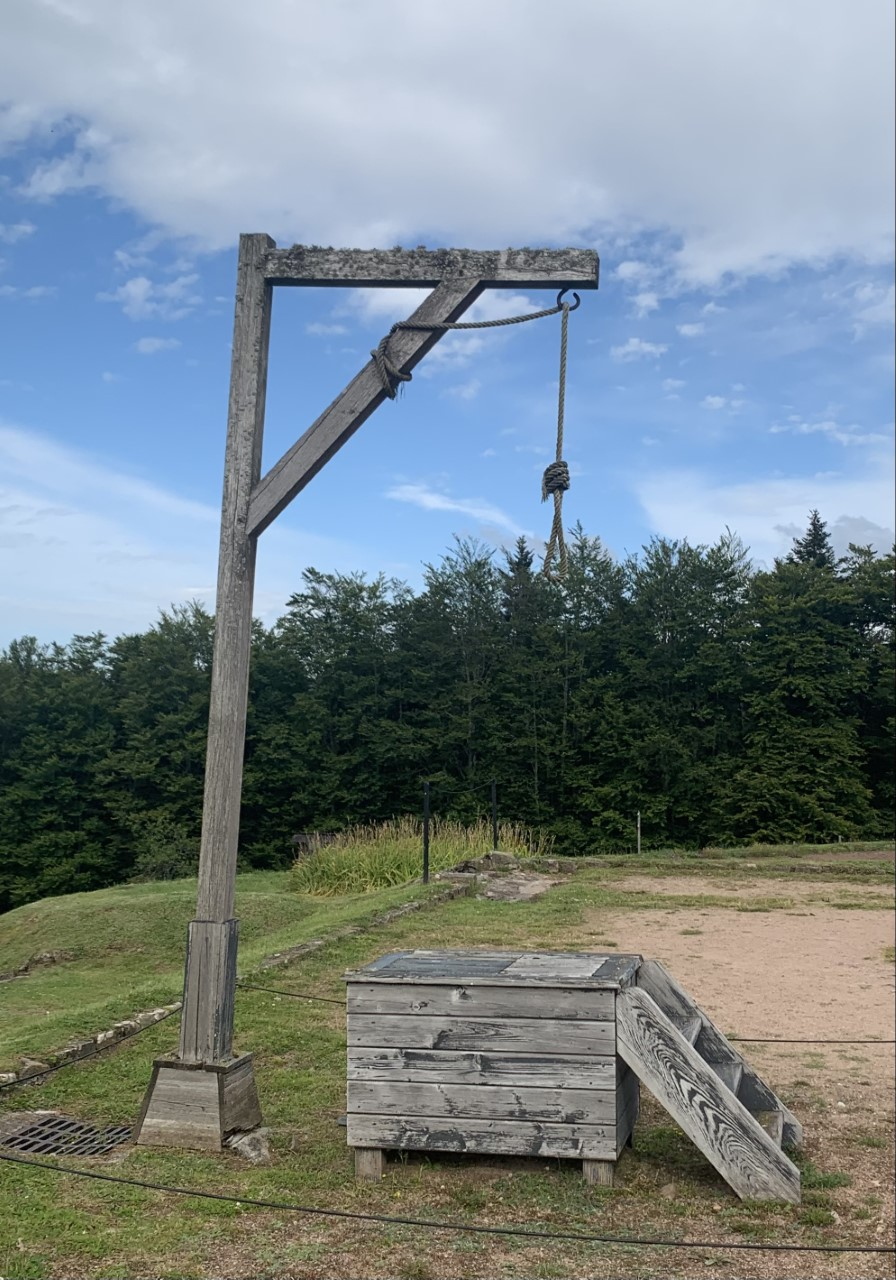
Galgen für öffentliche Hinrichtungen

Im Lager wurden Hinrichtungen wegen irgendwelcher Verstöße gegen die Lagerordnung exemplarisch als öffentliches Schauspiel vor allen Lagerinsassen inszeniert.
Daneben gab es Sonderexekutionen ohne gerichtliche Verurteilung an Menschen, die teils erst zur Exekution nach Natzweiler gebracht wurden und daher nicht zu den registrierten Häftlingen zählten. Diese Taten wurden heimlich und unverzüglich ausgeführt und anschließend die Spuren beseitigt. Folgende generellen Opfergruppen gab es:
1. Sowjetische Kriegsgefangene und nach Deutschland verschleppte sowjetische Zwangsarbeiter (Ostarbeiter) nach der Aussonderungsrichtlinie Heydrichs.
2. Polnische Zwangsarbeiter aus politischen oder „rassischen“ Gründen.
3. Elsässer, Lothringer und weitere Franzosen sowie Luxemburger, die sich der deutschen Wehrpflicht (Malgré-nous) entziehen wollten oder dem Widerstand (Résistance) zugerechnet wurden.
4. Westalliierte Militärangehörige, die bei geheimdienstlichen Tätigkeiten entdeckt worden waren.[12]

Bei Hinrichtungen wurden verschiedene Methoden angewendet: Genickschuss in eigens dafür gebauten Räumlichkeiten mit Genickschussanlage, Vergiftung in der Gaskammer, letale Injektionen und Hängen. Beim Hängen gab es zwei Varianten: Bei geheimer Hinrichtung wurde die Person auf einen Schemel gestellt, der dann weg gestoßen wurde. Das Genick brach und der Betroffene starb sofort. Bei öffentlichen Hinrichtungen, die speziell zur Abschreckung circa einmal im Monat stattfanden, mussten sich die Todeskandidaten auf eine Falltür stellen. Der Strick um den Hals wurde vorher bereits angezogen, so dass das Genick nicht brach. Die sich langsam öffnende Tür verursachte dann einen Erstickungstod, der sich über mehrere Minuten hinziehen konnte. Die Ermordeten wurden im Krematorium verbrannt.

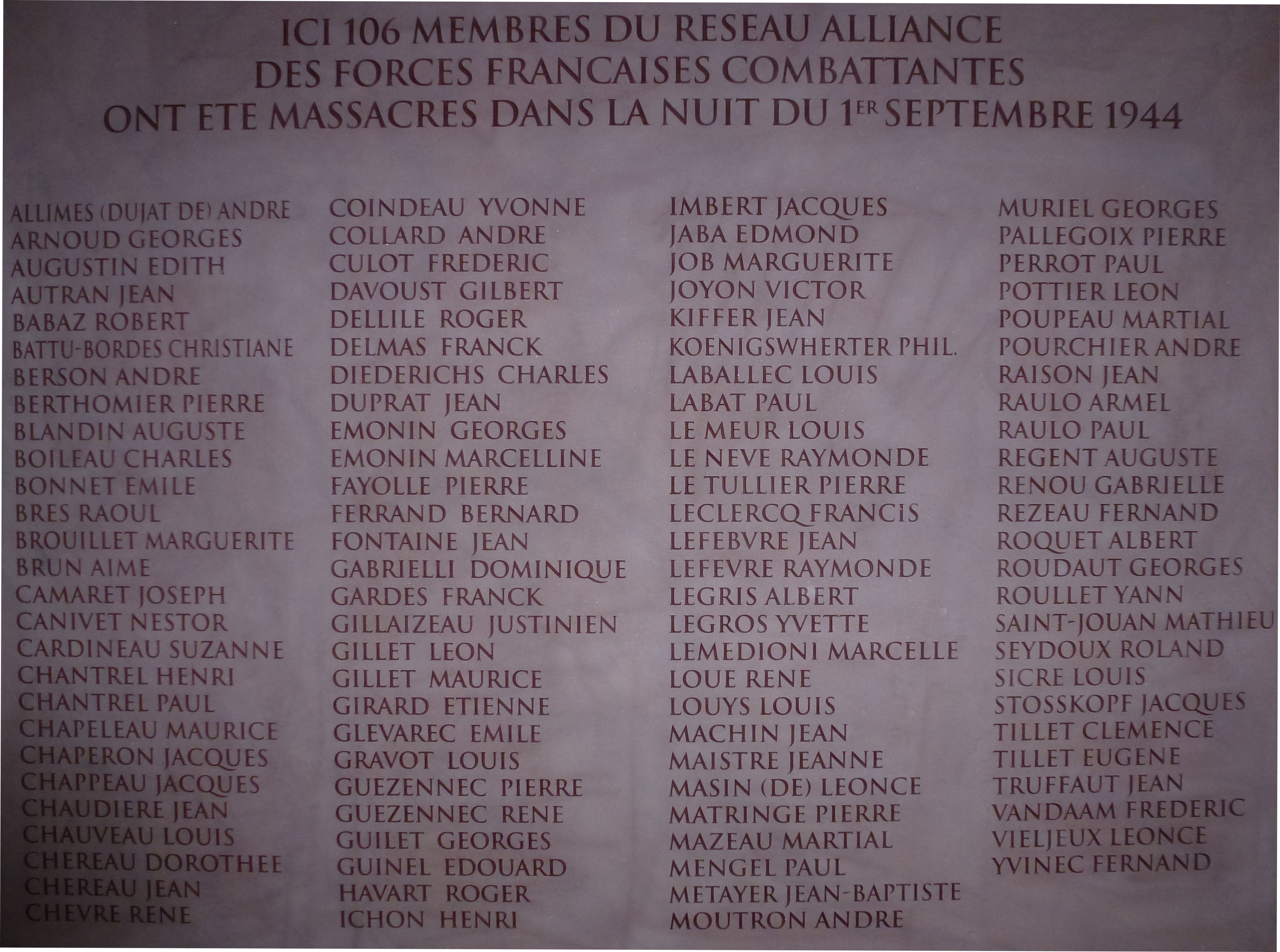
Neue Gedenktafel für 106 ermordete Mitglieder der Widerstandsgruppe Alliance

Am 17. Februar 1943 wurden 13 Männer aus Ballersdorf und Umgebung erschossen. Sie waren zuvor von einem Militärgericht in Straßburg zum Tode verurteilt worden, weil sie sich der Einberufung zur Wehrmacht bzw. der Deportation zur Zwangsarbeit durch die gemeinsame Flucht in die Schweiz zu entziehen versucht hatten.
Vier britische Funkerinnen, Mitglieder des britischen Geheimdienstes, wurden auf Anweisung des Reichssicherheitshauptamtes zur Tötung ins KZ Natzweiler-Struthof gebracht. Als Angehörige der Special Operations Executive (SOE) enttarnt, wurden sie am 6. Juli 1944 unter Vortäuschung einer Typhusimpfung mit Phenolinjektionen getötet.
Am 1. September 1944, kurz vor der Räumung des KZ, wurden 106 Mitglieder der Résistance-Gruppe Alliance sowie 35 Mitglieder der GMA-Groupe Mobile d’Alsace-Vosges aus dem Sicherungslager Schirmeck-Vorbruck nach Natzweiler gebracht und dort durch Genickschüsse oder den Strang ermordet.

#### Medizinische Experimente an Häftlingen
Professor August Hirt von der Reichsuniversität Straßburg war Gründungsmitglied des Instituts für wehrwissenschaftliche Zweckforschung der Forschungsgemeinschaft Deutsches Ahnenerbe und machte Natzweiler zum medizinischen Experimentierfeld an Menschen. Ein Teil des Krankenreviers wurde als Versuchsstation reserviert und im Oktober 1942 begannen Hirt und der Luftwaffenarzt Karl Wimmer mit ersten Versuchen.
Beim ehemaligen Hotel Struthof gab es ein kleines Häuschen für Bälle und Festessen. In diesem Gebäude wurde eine kleine Gaskammer eingebaut. Sie war für Forschungsprojekte nicht aber für Massenvernichtung vorgesehen.

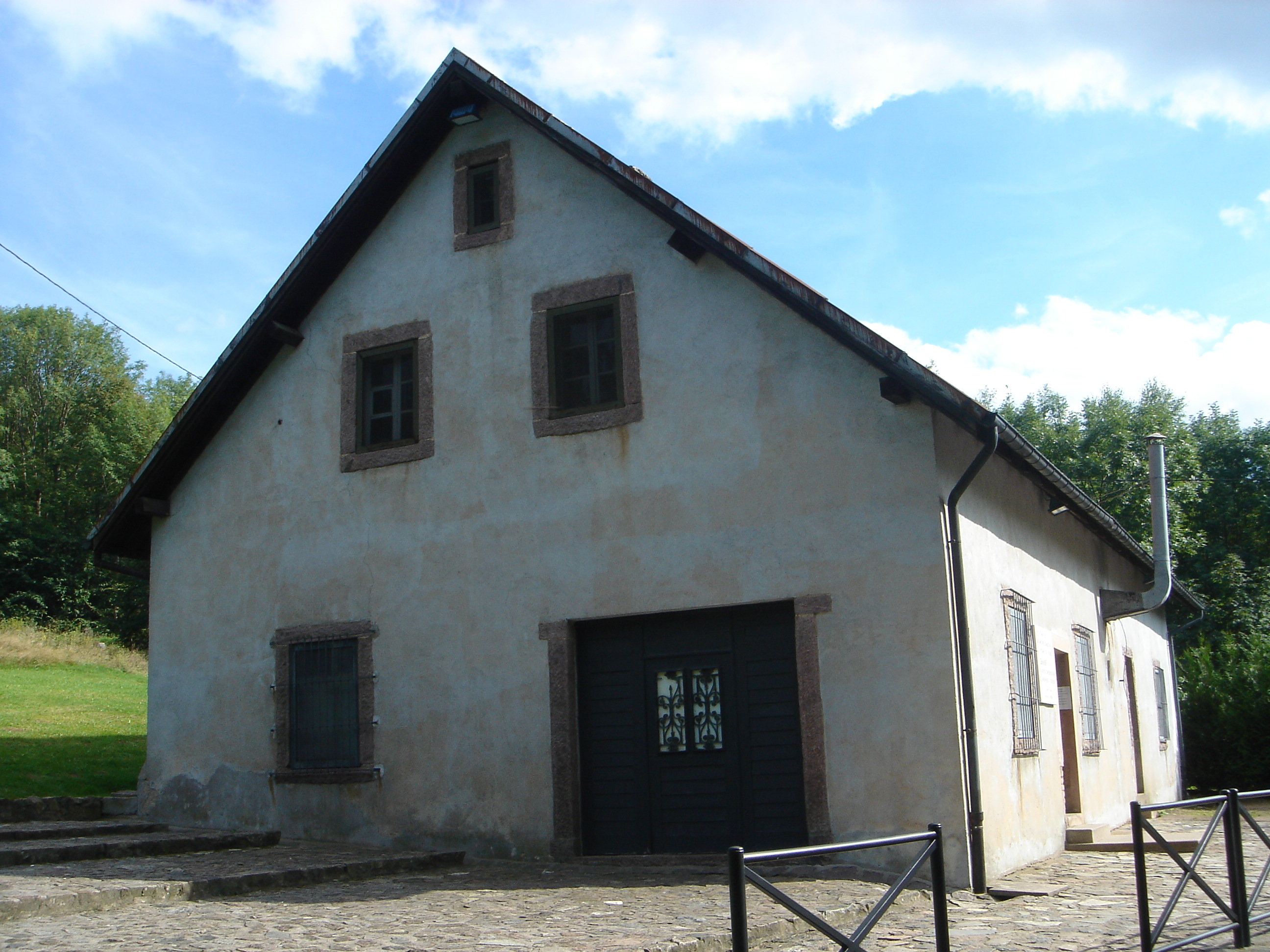
Gebäude der Gaskammer, etwa 2 km vom Lager
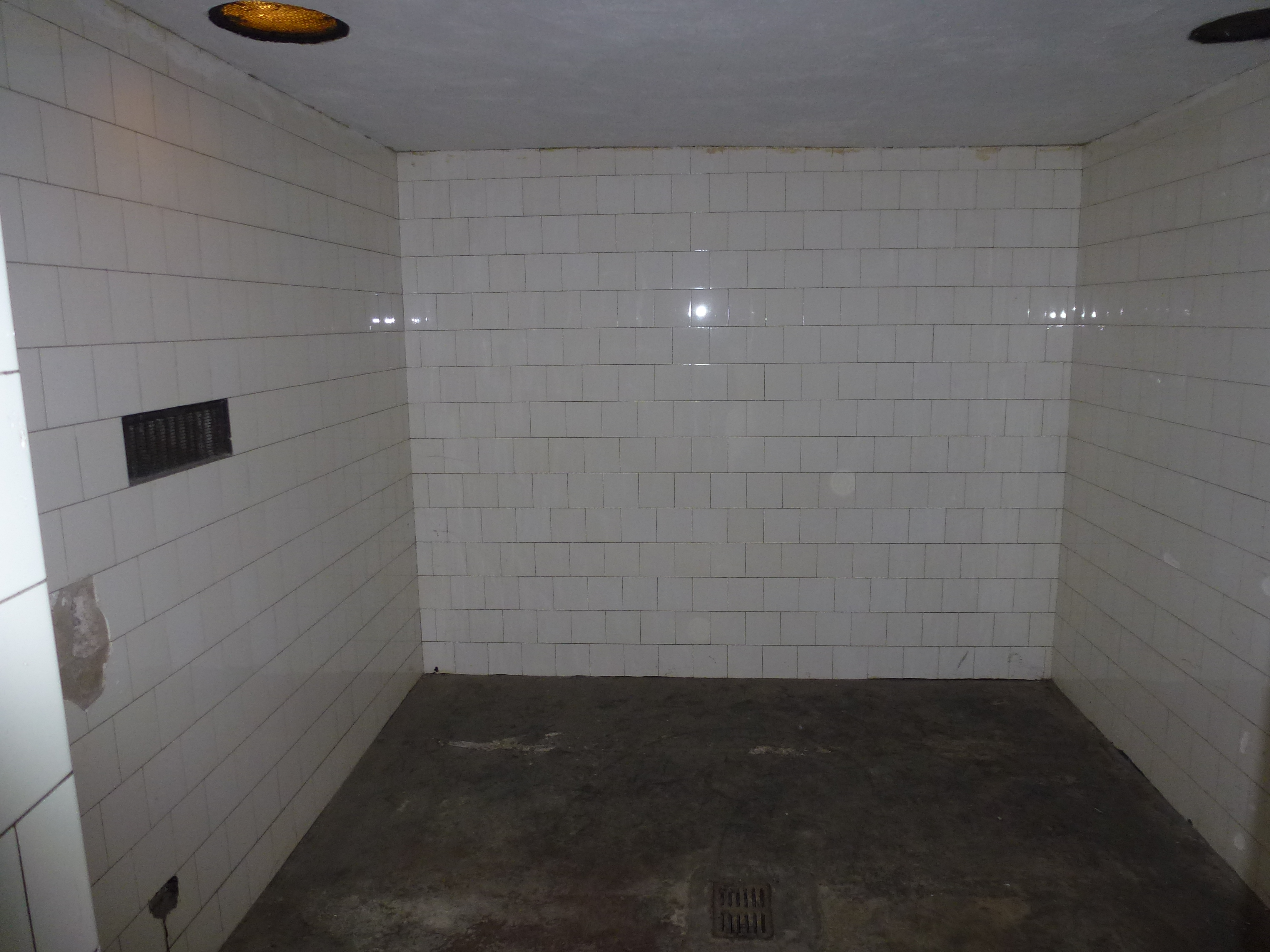
Die Gaskammer
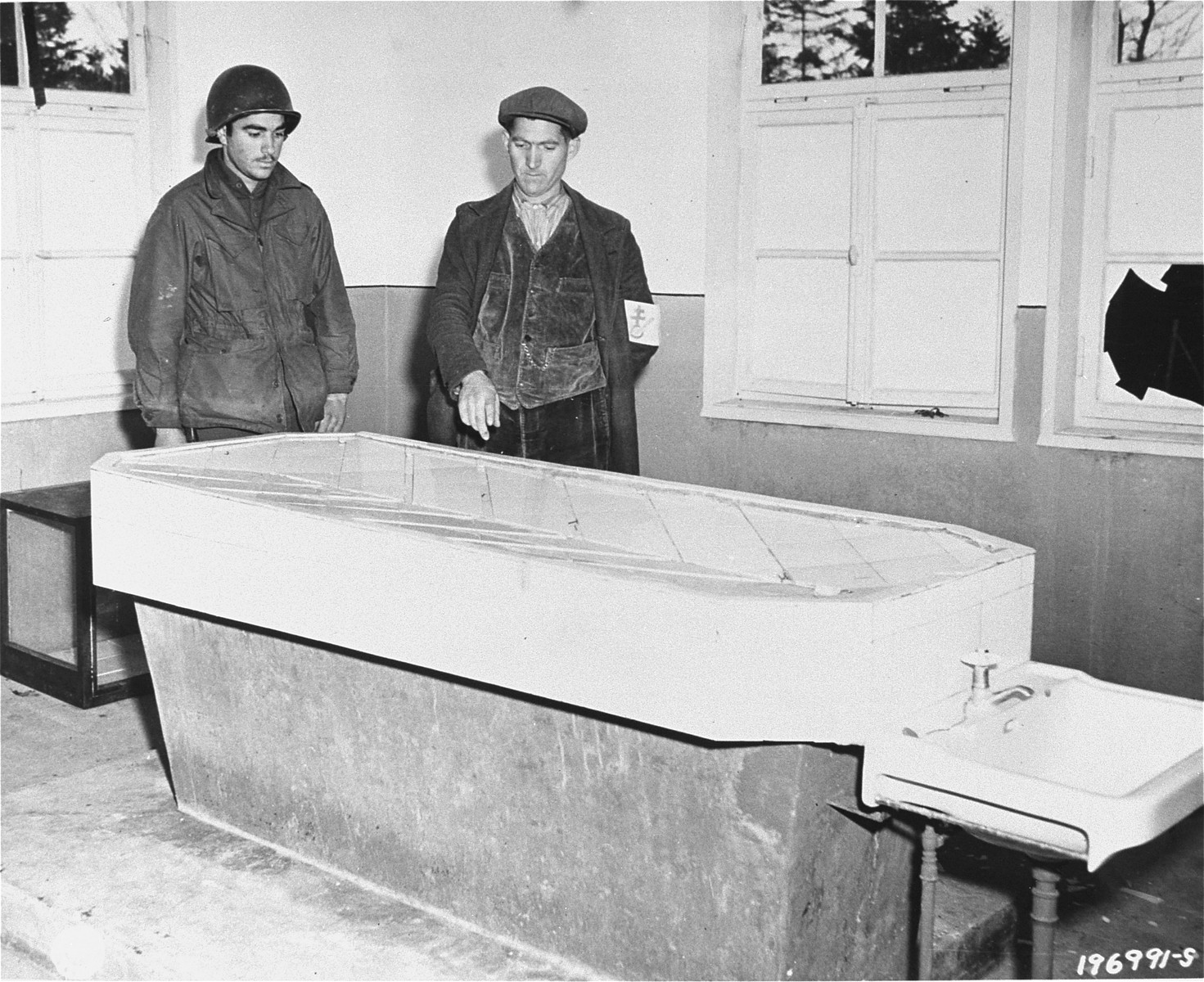
Seziertisch wird erklärt, 2. Dezember 1944

Hirt untersuchte mit Wimmer die Wirksamkeit von Acriflaviniumchlorid (Trypaflavin) gegen den chemischen Kampfstoff Senfgas (Yperit), indem er Häftlingen das flüssige Senfgas auf die Haut auftragen ließ oder sie in der Gaskammer Dämpfen aussetzte. Otto Bickenbach untersuchte mit Harald Rühl die Wirksamkeit von Hexamethylentetramin (Urotropin) gegen das Giftgas Phosgen. Häftlinge, die Urotropin erhalten hatten und eine Kontrollgruppe wurden jeweils in der Gaskammer dem Kampfstoff ausgesetzt. Eugen Haagen erprobte mit Francois Trensz, Helmuth Ostertag und Helmuth Graefe Fleckfieberimpfstoffe. Häftlinge wurden dazu geimpft und dann wurden ihnen Erreger von Fleckfieber (Flecktyphus) injiziert. Eine Typhusepedemie im Lager wurde der Infektion durch einen Transport aus Lublin zugeschrieben, könnte aber eher durch einen sehr nachlässig durchgeführten Versuch Haagens verursacht worden sein. Die Ärzte nahmen nicht nur die Gefährdung von Leben und Gesundheit ihres „Versuchsmaterials“ in Kauf, sondern der Tod der Kontrollpersonen war beabsichtigter Bestandteil mancher Experimente. Menschen, die die Versuche überlebten, wurden umgehend in andere Lager geschafft, um die Geheimhaltung zu wahren und Unruhe im Lager zu vermeiden.

#### Massenmord für eine Schädelsammlung

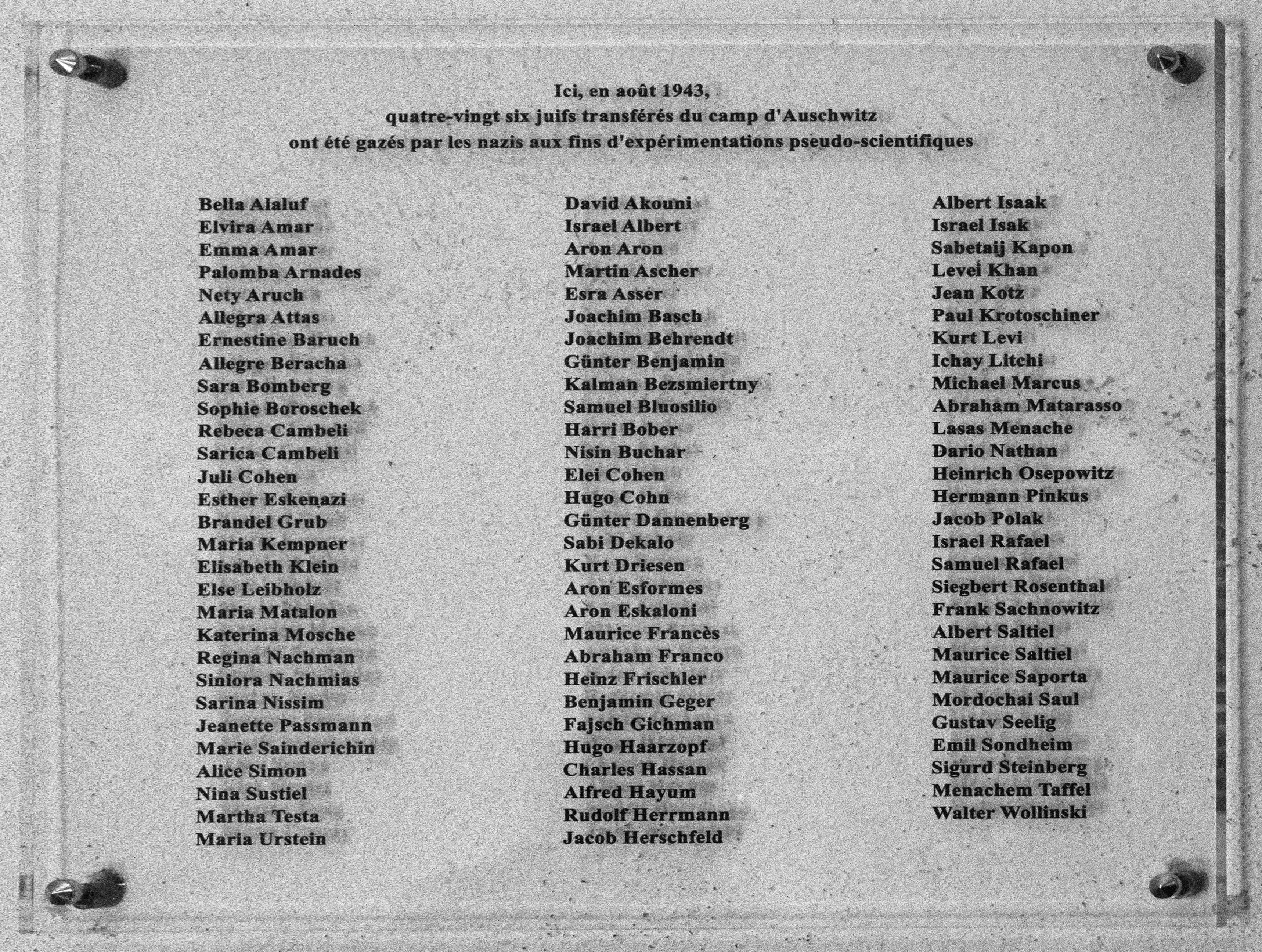
Gedenktafel mit den Namen der 86 Todesopfer des Projekts „Straßburger Schädelsammlung“

Der ehrgeizige Anthropologe Bruno Beger wollte mit Unterstützung der Forschungsgemeinschaft Deutsches Ahnenerbe anhand an der Ostfront von der Wehrmacht gefangener jüdischen Soldaten und „bolschewistischer Kommisare“ eine Schädelsammlung als Beleg für eine vermutete uralte Wanderungsbewegung nordgermanischer Menschen nach Innerasien anlegen lassen. Dazu wählte er mit Hans Fleischhacker Anfang Juni 1943 im KZ Auschwitz 89 Frauen und Männer aus acht europäischen Ländern aus, die nach Natzweiler gebracht wurden. Drei dieser Menschen überlebten den Transport nicht, die übrigen 86 wurden an vier Abenden zwischen dem 11. und dem 19. August 1943 in der Gaskammer ermordet. Die konservierten Körperteile wurden bei der Befreiung des Elsass in der anatomischen Abteilung der Reichsuniversität Straßburg vorgefunden und später in einem Grab auf dem Jüdischen Friedhof in Strasbourg-Cronenbourg beigesetzt. Jahrzehntelang konnte sich das Narrativ halten, dass der Straßburger Anatomieprofessor Hirt, der nach dem Krieg Suizid begangen hatte, der Initiator des Projektes gewesen sei.
Der Historiker und Journalist Hans-Joachim Lang hat die Namen und die Herkunft der 86 Mordopfer ermittelt. Außerdem entstand ein Dokumentarfilm.

### Evakuierung und Verlegung der Kommandantur
Angesichts der in Frankreich anrückenden Kriegsfront fiel im SS-Wirtschafts- und Verwaltungshauptamt die Entscheidung, das KZ Natzweiler zu räumen. Am 1. September wurde der Räumungsbefehl an den Lagerkommandanten Friedrich Hartjenstein telegrafisch übermittelt. Bereits am 2. bis 4. September 1944 wurden insgesamt 5518 KZ-Häftlinge aus dem Stammlager ins KZ Dachau abtransportiert. Am 5. September folgten ihnen 14 Männer des SS-Personals, wobei auch Material wie Decken und Kleidung nach Dachau mitgenommen wurde. Die mehr als 400 verbliebenen Häftlinge kamen in die Baracken am Steinbruch, um Platz für 3000 französische Milizionäre zu machen, die bei ihrem Rückzug Richtung Deutschland Mitte September das Lager belegten. Am 19. September wurden nochmals 401 Häftlinge nach Dachau geschickt, am 20. September folgte der Transport von 8 Häftlingen des Krankenrevierpersonals nach Neckarelz. Das KZ Dachau übernahm vorübergehend verschiedene Verwaltungsaufgaben für das in Auflösung begriffene KZ Natzweiler. Zur gleichen Zeit waren kurze Zeit etwa 3000 Mann der Milice française aus Nancy kommend vorübergehend im Lager.
Die Entscheidung, die Verwaltung der Außenlager in die Nähe von Neckarelz (heute ein Ortsteil von Mosbach) zu verlegen, wo sich mehrere Außenlager befanden, fiel anscheinend im Oktober 1944: Die Kommandantur legte mit Befehl vom 17. Oktober Neckarelz als künftige Poststelle für die Post der bisher in Natzweiler verwalteten Häftlinge fest. Ende Oktober oder Anfang November wurde die Kleiderkammer in einem Speicher des Schlosses in dem Dorf Binau untergebracht, das fünf Kilometer nordwestlich von Neckarelz am Neckar liegt.
Am 22. November fuhren schließlich etwa 20 SS-Männer und 10 Häftlinge von Natzweiler nach Neckarelz (heute Mosbach-Neckarelz). Damit war die Räumung des Stammlagers abgeschlossen. Ab Ende November residierte der Hauptstab der Kommandantur (unter anderem Schreibkräfte und Telefonisten, insgesamt 15 bis 20 Mann) in einem Gasthof im Dorf Guttenbach am Neckar, etwa sechs Kilometer nördlich von Neckarelz. Der Verwaltungsstab kam mit etwa 15 Personen in einem Schulhaus im Dorf Binau im Raum um Mosbach unter. Die SS-Fahrbereitschaft mit 12 Kraftfahrern stand ab Dezember 1944 in dem Dorf Neunkirchen zur Verfügung, das von Guttenbach und Binau jeweils vier Kilometer entfernt liegt. Die SS versuchte dort unter dem Kommandanten Hartjenstein, die Verwaltung für den Komplex der Außenlager in Guttenbach und Binau neu aufzubauen. Der Name „Konzentrationslager Natzweiler“ wurde beibehalten.
Die „Gesamtkommandantur Natzweiler“ zog von Anfang März 1945 an von Mosbach weiter nach Stuttgart und schließlich nach Dürmentingen (bei Ulm).
- Siehe dazu unter: KZ-Gedenkstätte Mosbach-Neckarelz (zum Lagerkomplex)

### Nach der Evakuierung/Befreiung

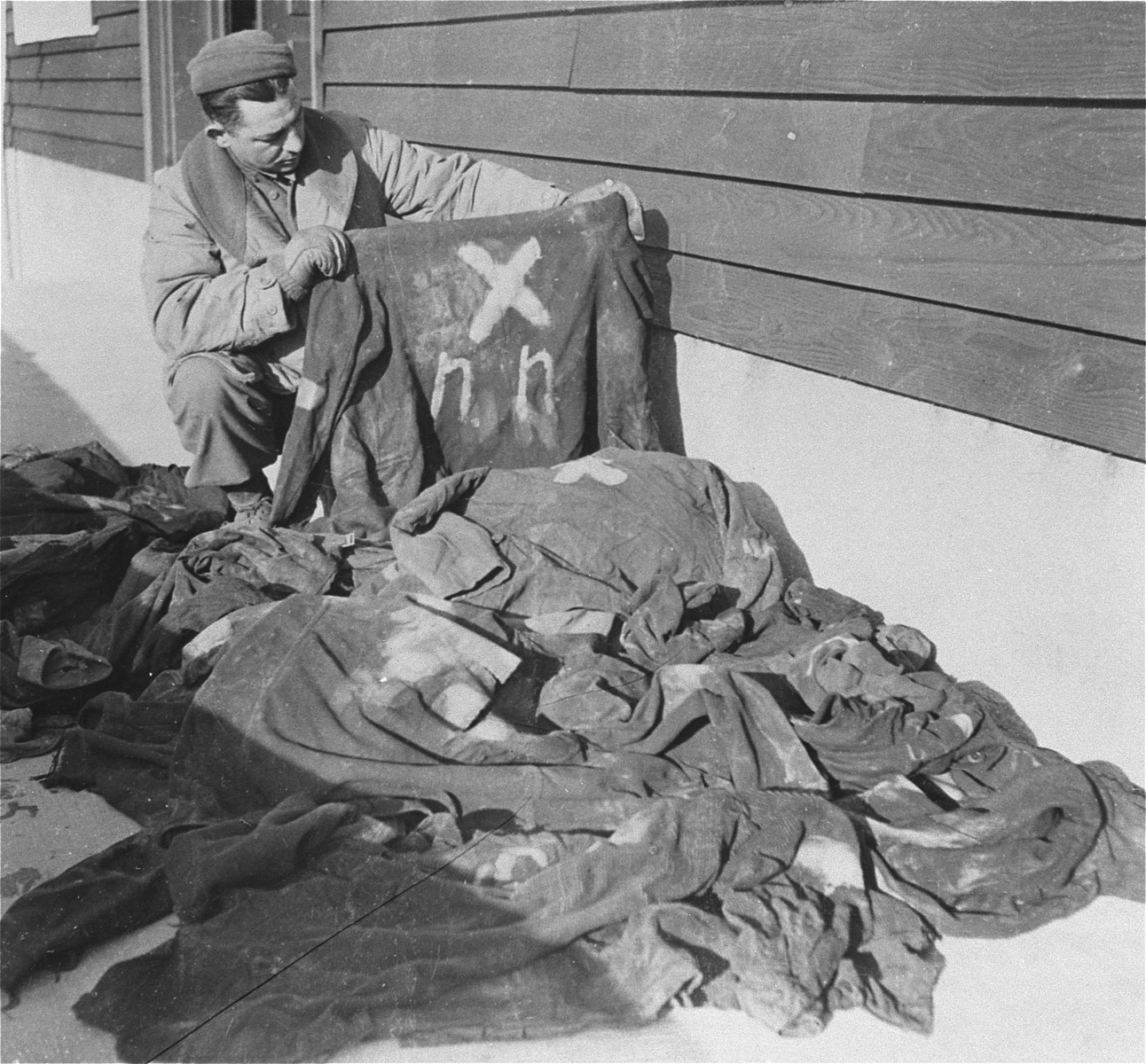
Jacke für NN-Häftlinge wird nach der Befreiung begutachtet

Als die US-amerikanischen Truppen am 25. November 1944 Natzweiler erreichten, fanden sie das Lager leer vor. Damit wurde erstmals ein KZ in Westeuropa entdeckt. Der Kriegsberichterstatter Yuri Galitzine der Political Warfare Executive verfasste im Dezember 1944 den Investigation Report on the Life in a German Extermination Camp (KZ Natzweiler) and the Atrocities committed there. 1941–1944. Diesen Bericht mit grauenvollen Details, den Namen von zweiundzwanzig Tatverdächtigen und achtzehn Zeugenangaben sandte er an das SHAEF-Hauptquartier in Paris in Erwartung einer groß angelegten Pressekonferenz für die Weltöffentlichkeit. Stattdessen blieb der Bericht unter Verschluss, weil befürchtet wurde, er könnte den Durchhaltewillen der Täter anstacheln. Galitzine wurde zur Verschwiegenheit verpflichtet. Er engagierte sich nach dem Krieg im Kriegsministerium bei der Aufklärung von Kriegsverbrechen und förderte auf illegalem Weg die Aufklärungsarbeit des SAS War Crime Investigation Team, das u. a. dem Schicksal von ermordeten Kommandosoldaten des SAS und Widerstandsverdächtigten NN-Häftlingen der Operation Loyton sowie der in Natzweiler verschwundenen SOE-Funkerinnen nachging.
Das Lager diente dann bereits ab Dezember 1944 bis 1948 als Gefängnis für Kriegsgefangene und Kollaborateure. Etwa 2500 deutsche Zivilpersonen – Männer, Frauen und Kinder – waren dort inhaftiert.
Das Lager unterstand zunächst dem Innenministerium, dann dem Justizministerium.

## System der Außenlager
Die Außenlager wurden im lokalen Sprachgebrauch am jeweiligen Standort Konzentrationslager genannt. Das waren sie, wenn man die schlechten Überlebensbedingungen für die Häftlinge oder das Unrechtssystem betrachtet, das Insassen auch dort erlitten. Formell waren sie für SS, Polizei und lokale staatliche Behörden aber Einrichtungen des SS-Wirtschafts- und Verwaltungshauptamtes (WVHA) in Berlin, das sich außerhalb der regionalen oder militärischen Befehlskette befand. Lagerbezeichnungen konnten auch die Worte Außenkommando oder Nebenlager enthalten.
Nutznießer der Außenlager waren in unterschiedlichem Ausmaß staatliche, oft militärische Einrichtungen, aber auch kriegswichtige Industriebetriebe bis hin zu Kleinunternehmen oder Bauernhöfen, die Arbeitskräfte gegen einen minimalen Lohn zugewiesen bekommen konnten. In vielen Fällen war die Anforderung solcher das Startsignal zur Eröffnung eines weiteren Nebenlagers.

### Situation ab September 1944
Ab September 1944 wurden das Stammlager und mindestens zwölf linksrheinische Außenlager geräumt, zumeist im September oder Oktober, spätestens im November 1944. Die etwa 6000 Häftlinge aus dem Stammlager wurden ins KZ Dachau verlegt. Die etwa 6500 Häftlinge aus den linksrheinischen Außenlagern wurden auf verschiedene rechtsrheinische KZ verteilt (KZ Dachau, KZ Buchenwald und diverse Natzweiler-Außenlager). Der gesamte „KZ-Komplex Natzweiler“ wurde damit auf die rechtsrheinische Seite verschoben. Nach dem Räumungsbefehl entstanden neue Außenlager nur noch östlich des Rheins. Im Zeitraum September 1944 bis März 1945 wurden noch mehr als 20 neue Außenlager im heutigen Deutschland eröffnet.
Ab Ende November 1944 befanden sich die Kommandantur und die Verwaltung des gesamten KZ-Komplexes in zwei Dörfern in der Nähe von Neckarelz: in Guttenbach und in Binau. Weit vom ehemaligen Stammlager entfernt existierte das „KZ Natzweiler“ in dieser Form weiter – als Verwaltungszentrale zahlreicher Außenlager.
Besonders gegen Kriegsende kam es zu einem vielfältigen Austausch von Gefangenen der verschiedenen Lager. Im Rahmen der Luftschutzmaßnahmen kriegswichtiger Industrie (U-Verlagerung) lag die Steuerung dafür allerdings eher bei Dienststellen des Reichssicherheitshauptamtes und des Rüstungsministeriums. Hinter dem Tarnbegriff Evakuierung („Evakuierungsmarsch“) verstecken sich Versuche der SS, Häftlinge dem Zugriff der alliierten Truppen durch Abtransport oder Gewaltmärsche (Todesmarsch) zu entziehen. Zum Teil kam es unterwegs zu Massenexekutionen von nicht mehr gehfähigen Gefangenen.

### Zahl der Häftlinge
Etwa 52.000 Männer aus Europa sowie den nahe gelegenen Gefängnissen in Épinal, Nancy und Belfort wurde nach Natzweiler sowie in die angeschlossenen Außenlager eingeliefert. Die meisten Deportierten kamen aus dem besetzten Polen (13.800), der UdSSR (7600), Frankreich (6800) und Norwegen, meist aus politischen (60 Prozent) und rassistischen (11 Prozent) Gründen. Etwa 3000 im Januar 1945 eingelieferte Gefangene wurden nicht mehr von der SS-Verwaltung registriert. Bis Kriegsende zur Zwangsarbeit genötigt, bleibt ihr genaues Schicksal bis heute ungeklärt.

### Zahl der Todesopfer
Im gesamten Lagerkomplex inklusive der Außenlager starben etwa 17.000 Personen infolge von Entkräftung, Kälte, Mangelernährung und lagerbedingten Krankheiten oder wurden ermordet.
Anzahl der Toten im KZ-Komplex Natzweiler nach Zeiträumen:
| Von          | Bis            | Tote   |
| ------------ | -------------- | ------ |
| Mai 1941     | März 1942      | 61     |
| April 1942   | Mai 1943       | 750    |
| Juni 1943    | März 1944      | 700    |
| April 1944   | September 1944 | 2.000  |
| Oktober 1944 | April 1945     | 14.000 |

Die Todesrate war hoch, schätzungsweise 40 % der Gefangenen starben. Von diesen starben 80 % binnen weniger als sechs Monaten in der Gefangenschaft. Im Jahr 1941 kamen sogar 87 % der Gefangenen binnen weniger als sechs Monaten um.
Vergleich mit den Todesraten in anderen Konzentrationslagern (Schätzungen):
| Lager                                  | Todesrate |
| -------------------------------------- | --------- |
| 60 %                                   |           |
| KZ Mauthausen                          | über 50 % |
| KZ Neuengamme                          | über 50 % |
| KZ Bergen-Belsen                       | ?         |
| KZ Natzweiler-Struthof mit Außenlagern | 40 %      |
| KZ Buchenwald                          | 20–25 %   |
| KZ Sachsenhausen                       | 20–25 %   |
| KZ Ravensbrück                         | 18–20 %   |

### Außenlager (Auswahl)

#### Außenlager des „Unternehmens Wüste“
In Außenstellen des KZ Natzweiler-Struthof sollte von 1944 an zwischen Hechingen und Rottweil im Vorland der Schwäbischen Alb im dortigen „Schwarzen Jura“ Ölschiefer, im Tagebau gebrochen, in Meiler geschichtet und verschwelt werden, um das Material so in Treibstoff umzuwandeln. Dieses „Unternehmen Wüste“ wurde initiiert, als das Reich kriegsbedingt gegen Ende gravierenden Mangel an Treibstoffen hatte. Letztlich waren sieben Außenlager beteiligt:
- KZ Bisingen
- KZ Dautmergen
- KZ Dormettingen
- KZ Erzingen
- KZ Frommern
- KZ Schömberg
- KZ Schörzingen

Die Produktion sollte in zehn Werken stattfinden, von denen aber nur vier in Betrieb gingen. Der Wirkungsgrad des Verfahrens war gering; im KZ Bisingen schüttete der Lagerkommandant ab und zu Öl hinzu, wohl um seinen Posten zu behalten.
Für das Unternehmen „Wüste“ stellte die SS insgesamt über 10.000 meist jüdische Häftlinge zur Verfügung, die als Arbeitskräfte in den Ölschieferwerken ausgebeutet wurden, von denen mindestens 3480 starben. Einige Massengräber dieser KZs wurden unter der französischen Besatzung von ermittelten NSDAP-Mitgliedern exhumiert. In Bisingen erinnern Kreuze am Massengrab, ein Gedenkstein, ein Museum und ein Lehrpfad an die Geschehnisse, in Schömberg ein KZ-Friedhof sowie die Gedenkstätte Eckerwald.

#### Bruttig
Ein unvollendeter Eisenbahntunnel zwischen den Ortschaften Bruttig und Treis bei Cochem an der Mosel sollte 1944 zu einer Fabrikhalle ausgebaut werden. Deren Fertigstellung gehörte zu den ehrgeizigsten Vorhaben des SS-Generals Hans Kammler, den die Reichsführung mit dem „Sofortprogramm für bombensichere Unterbringung der Flugzeugindustrie“ beauftragt hatte. Der Tunnel bot eine Nutzfläche von insgesamt 21.000 Quadratmetern. Für den Ausbau der 2565 Meter langen zweigleisigen Tunnelröhre veranschlagte Kammler als Mengen von Baustoffen: 550 Tonnen Baueisen, 275 Tonnen Maschineneisen, 145 Festmeter Rundholz, 610 Kubikmeter Schnittholz, 1500 Tonnen Zement und 200.000 Ziegelsteine. Das Gesamtbauvolumen betrug dreieinhalb Millionen Reichsmark. Die Durchführung der Bauplanung sowie die Bauleitung wurde dem Architekturbüro Heese in Berlin und dort federführend einem Herrn Remagen übertragen. Die ausführende Baufirma war die Firma Fix aus Dernau. Der Tunnel wurde der Firma Bosch in Stuttgart zur Fertigung von Zubehör für Flugzeugmotoren zur Verfügung gestellt. Bereits im April 1944 zogen die ersten Bosch-Arbeiter in den Tunnel ein und begannen mit der Produktion von Zündkerzen.
Die Gesamtleitung des Projektes „A7“ oblag dem SS-Führungsstab, dessen Büro sich in einem Hotel der Stadt Cochem befand. Chef war der SS-Hauptsturmführer Gerrit Oldeboershuis, genannt Oldenburg, sein Stellvertreter SS-Untersturmführer Karl-Heinz Burckhardt. Insgesamt gehörten dem Führungsstab 18 Personen an: Zivilangestellte, Luftwaffeningenieure sowie technische Offiziere und Mannschaften der Waffen-SS. Ein Problem stellte zunächst der Mangel an Arbeitskräften dar, die dieses Großprojekt realisieren sollten. Doch die SS bot sich bereitwillig an, genügend Arbeitskräfte zu „liefern“. Die KZs boten hier eine scheinbar unerschöpfliche Quelle für „Menschenmaterial“.
Menschen aus fast ganz Europa wurden als KZ-Häftlinge an die Mosel verschleppt und zur Zwangsarbeit herangezogen: Franzosen, Belgier, Luxemburger, Holländer, Norweger, Polen, Ukrainer, Russen, Griechen, Italiener, Spanier und einige Reichsdeutsche. Die meisten waren politische Häftlinge oder Kriegsgefangene. Viele trugen die Bezeichnung „AZA“, was verharmlosend für „Ausländische Zivilarbeiter“ stand. Einige, besonders Deutsche, waren als „Kriminelle“ eingestuft. Alle wurden nur zu einem Zweck hierher gebracht: „Vernichtung durch Arbeit“. Zu ihrer Bewachung wurde ein Kommando von Angehörigen der Luftwaffe nach Cochem beordert. Die Gefangenen mussten bei schwersten Bedingungen den Ausbau des Tunnels vorantreiben. In der Zeit von der Errichtung des Lagers, Anfang März bis zu seiner „Evakuierung“ am 15. September 1944 verloren viele hundert Häftlinge ihr Leben durch Erschöpfung, Unterernährung, Folter und Exekution.
Bei der Auswahl von Gefangenen unterlief der SS im KZ Natzweiler-Struthof ein größerer Geheimhaltungs-Fehler. Sie hatten „NN-Gefangene“ nach Bruttig geschickt. Solche Gefangene durften nicht in Außenlager geschickt werden. „NN“ als Abkürzung für „Nacht und Nebel“ nach dem Nacht-und-Nebel-Erlass weist darauf hin, dass niemand über ihren Verbleib erfahren sollte. Ihr spurloses Verschwinden sollte auch der Abschreckung dienen. Zu dieser Gruppe gehören beispielsweise Widerstandskämpfer. So wurden diese sofort nach ihrer Ankunft ermordet, oder man setzte sie furchtbaren Schikanen aus. Als der SS in Natzweiler-Struthof ihr Fehler bewusst wurde, war sofort der Befehl ergangen, sämtliche NN-Häftlinge in das Stammlager zurückzuschicken. Dieser Befehl erreichte das Lager Anfang April 1944 und wurde am 8. April ausgeführt. Der Transport von abgemagerten, mit Exkrementen beschmutzten, teilweise nackten und zu Skeletten abgemagerten französischen Gefangenen verließ den Bahnhof in Cochem. Von den 150 Häftlingen überlebten 40 den ersten Monat nicht.

#### Echterdingen
Auf dem „Fliegerhorst“ Echterdingen wurde ab November 1944 das KZ Echterdingen eingerichtet. Ungefähr 600 jüdische Inhaftierte wurden in einem Areal rund um einen weißen Hangar, eine sogenannte Eskimohalle, eingepfercht, der heute noch auf dem „South Airfield“ der United States Army steht. Sie mussten unter unmenschlichen Arbeitsbedingungen Schäden auf dem Flughafen ausbessern und in Steinbrüchen der Umgebung (so im „Emerland“ bei Bernhausen) arbeiten. Die ausgemergelten Häftlinge konnten mitunter nicht mehr aus eigener Kraft zurück ins Lager: Zwei Mithäftlinge mussten sie mitschleifen, oder sie wurden auf einem zweirädrigen Karren transportiert. Bewacht wurden sie von Soldaten des „Fliegerhorstes“. Im Januar 1945 begann die SS mit der Auflösung des Lagers. Zurück blieben Massengräber, so zum Beispiel in der Nähe des Waldstückes „Ramsklinge“ und auf dem Flughafen – und die weiße Halle.

#### Frankfurt

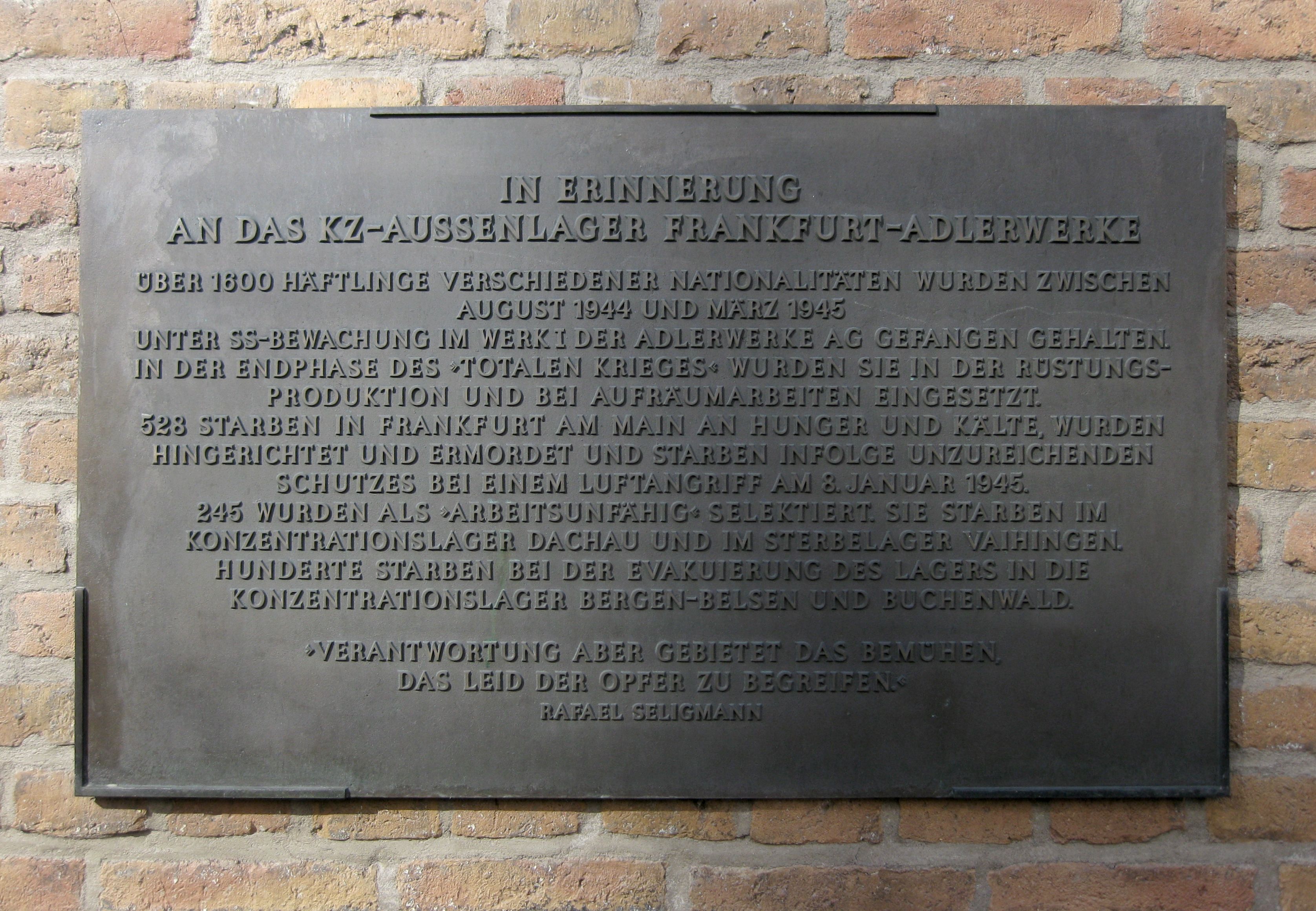
Gedenktafel für die Häftlinge des KZ-Außenlagers Frankfurt

Im Werk I der Adlerwerke in Frankfurt am Main wurde am 22. August 1944 das Konzentrationslager mit dem Decknamen Katzbach eingerichtet. Damit sollte der Arbeitskräftebedarf des Werkes zur Fertigung von Fahrgestellen und Motoren für Schützenpanzer gedeckt werden. Die meisten Häftlinge waren während des Warschauer Aufstandes verschleppt und über das KZ Dachau nach Frankfurt gebracht worden. Die höchste Belegung waren 1139 Häftlinge bei einer Lagerfläche von 1300 m². Insgesamt kamen 1600 Häftlinge in das Lager, von denen 528 in Frankfurt starben. Am 13. März 1945 wurden 500 sterbende, kranke und marschunfähige Häftlinge in Güterwaggons gesperrt und mussten dort drei Tage lang ausharren, bevor ihr Abtransport ins KZ Bergen-Belsen begann. Nur acht von ihnen überlebten Transport und das KZ Bergen-Belsen. Am 24. März 1945 startete ein Todesmarsch von 400 Häftlingen ins KZ Buchenwald und teilweise weiter ins KZ Dachau. Nur wenige dieser Häftlinge überlebten.

#### Geisenheim

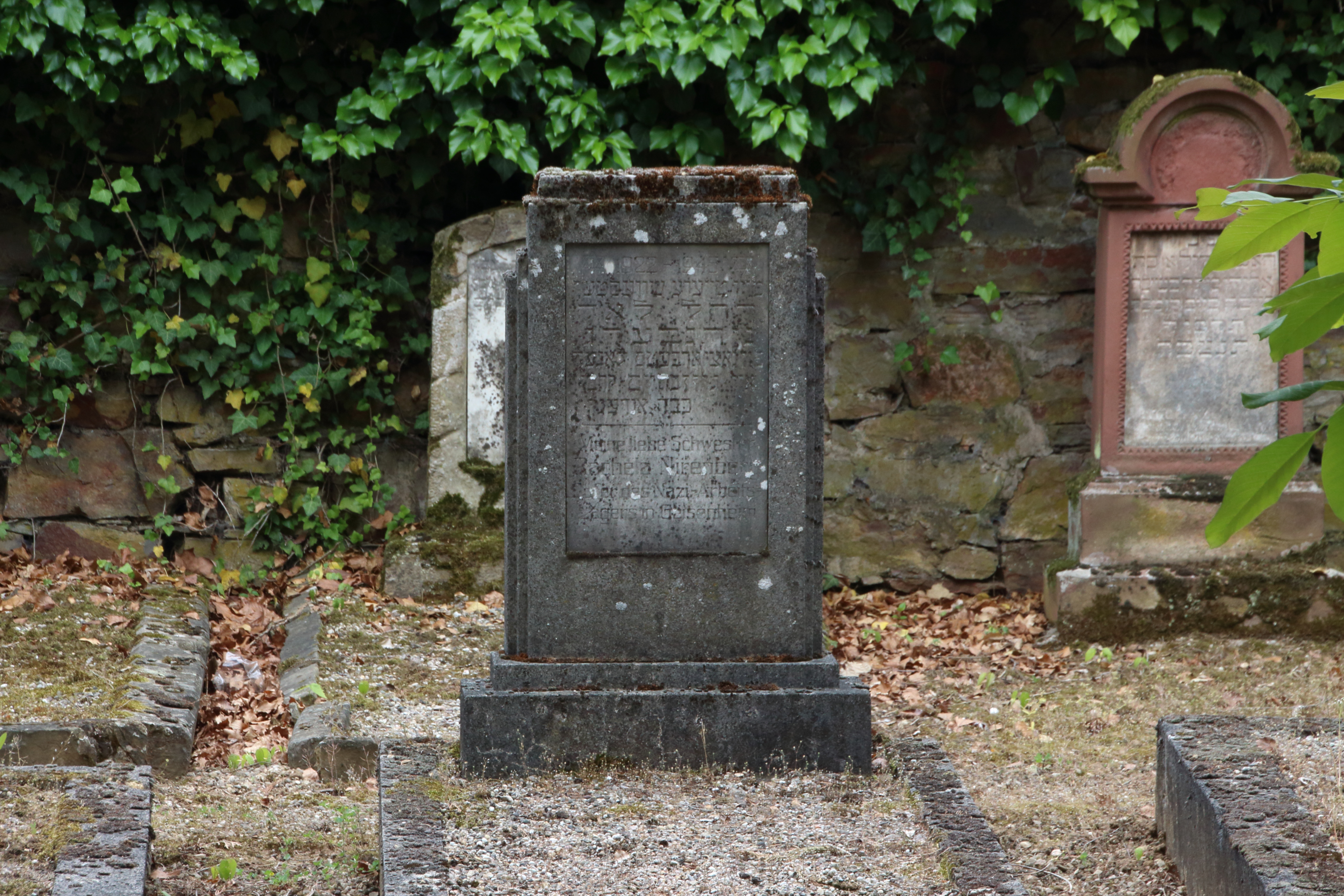
Grabmal auf dem Jüdischen Friedhof Rüdesheim: „1922–1945 […] Meine liebe Schwester Rachela Nirenberg, Opfer des Nazi-Arbeitslagers in Geisenheim“

Die Alte Werkshalle (Geisenheim) war Produktionsstätte der Maschinenfabrik Johannisberg. Ende 1943 musste ein Teil der Werksanlage für den Rüstungskonzern Friedrich Krupp AG (Essen) geräumt werden. Daraus ging die Kriegsgemeinschaft Krupp-Essen und Maschinenfabrik Johannisberg hervor. Um den stetig steigenden Rüstungsbedarf trotz kriegsbedingtem Arbeitermangel zu befriedigen, entstand am 26. September 1944 in Geisenheim auf Sonderbefehl des KZ-Kommandanten von Natzweiler-Struthof das Außenlager. Am 12. Dezember 1944 kamen 200 weibliche KZ-Gefangene (überwiegend polnische Jüdinnen aus dem Ghetto Lodz) hierher. Die Häftlinge waren im KZ-Auschwitz als „arbeitsfähig“ selektiert worden. Von dort aus waren sie über das KZ Bergen-Belsen nach Geisenheim gebracht worden, hier mussten sie Verschlüsse für Flak-Geschütze herstellen. Das Lager bestand aus drei „Wohnbaracken“, einer Waschbaracke und einer für die SS-Aufseherinnen und war zwischen der Bahnlinie Rüdesheim-Wiesbaden, der Winkeler Straße und der Tankstelle Reutershan gelegen. Vor Kriegsende am 18. März 1945 erfolgte die Räumung und die Frauen wurden in einem Todesmarsch in das Dachauer KZ-Außenlager München-Allach verbracht. In Allach fanden Misshandlungen an den Frauen statt. Es erfolgte zwar die Befreiung der Frauen am 30. April durch die 7. US-Armee, bis Mitte Mai 1945 wurde das Lager aber mit diesen wegen Typhus unter Quarantäne gestellt.

#### Geislingen an der Steige
Dieses Außenlager befand sich in Geislingen an der Steige. Die von der Firma angeforderten Häftlinge arbeiteten für die Württembergische Metallwarenfabrik (WMF). Eingerichtet wurde es im Februar 1944 als abgetrennter Teil des bereits bestehenden Fremdarbeitslagers in der Heidenheimer Straße mit einer Fläche von 10.000 Quadratmeter. Die 15 vorgesehenen Aufseherinnen wurden im KZ Ravensbrück „ausgebildet“. Das Lager selbst bestand aus fünf Wohn-, einer Revier- und einer Wirtschaftsbaracke. Die ersten Häftlinge, etwa 700 jüdische Frauen im Alter zwischen 15 und 45 Jahren, trafen am 28. Juli 1944 hier ein und mussten nach einer Quarantäne ab dem 16. August für WMF arbeiten. Am 29. November traf ein weiterer Transport mit ca. 130 Häftlingen, am 28. März 1945 der letzte mit ca. 230 ein. Die WMF zahlte pro Häftling täglich vier Reichsmark an das KZ, erhielt im Gegenzug 0,80 Reichsmark für Essen und Bekleidung. Die Arbeit war in zwei Schichten eingeteilt; von 6:00 Uhr bis 18:00 Uhr und 18:00 Uhr bis 6:00 Uhr. Der erste Lagerführer war SS-Oberscharführer Christian Ahrens und wurde von SS-Mann Schopp abgelöst; im Januar 1945 übernahm schließlich René Roman. Oktober 1944 trafen sechs „politische“ und zehn „asoziale“ (als so klassifizierte) Häftlinge vom KZ Ravensbrück im Lager ein; diese wurden nach üblicher KZ-Praxis als Kapos bzw. Blockälteste eingesetzt. WMF produzierte unter anderem Zubehörteile für Aggregate von Düsenflugzeugen.
Nach Angaben der WMF-Personalabteilung wurde der Kontakt mit Häftlingen äußerst beschränkt und „Schutzhaft“ angedroht. Hunger und Übermüdung trugen zu schweren Arbeitsunfällen bei. Die Krankenzahlen waren allgemein hoch. Überlebende Häftlinge berichteten, dass die Meister und anderen Mitarbeiter des Unternehmens sie korrekt behandelten und ihnen teilweise sogar Lebensmittel und Medikamente zusteckten. Die Versorgung der Häftlinge mit Lebensmitteln im Lager war sehr mangelhaft, zum Teil auch, da die wenigen für die Gefangenen bestimmten Lebensmittel durch die Wachmannschaften unterschlagen wurden. Mindestens zwölf der 1000 überwiegend jüdischen Ungarinnen verstarben im KZ-Lager aus nicht mehr genau ermittelbaren Gründen und wurden vor dem Friedhof verscharrt.
Das SS-Wirtschafts- und Verwaltungshauptamt ordnete mit Verfügung vom 21. September 1944 an, dass „die Leichen derer, die in den Arbeitskommandos sterben […], von jetzt an zum nächstliegenden Krematorium gebracht werden, oder, wenn das wegen der bestehenden Transportschwierigkeiten nicht möglich ist, auf dem örtlichen Friedhof begraben werden, wenn möglich an einer abgelegenen Stelle, z. B. dort wo man die russischen Kriegsgefangenen oder die Selbstmörder begräbt. Die Leichen sind so zu bekleiden, daß man sie nicht als Häftlinge erkennen kann. Die Beerdigung wird von den Gefangenen selbst vorgenommen.“
WMF sah sich gezwungen, die Lebensmittelrationen um eine Zulage von Käse und in den Nachtschichten um 1,5 Liter Suppe zu erweitern. Kranke oder schwangere Frauen wurden zur Vergasung in das KZ Auschwitz transportiert, nach dessen Auflösung auch nach Bergen-Belsen. Leichter verletzte Häftlinge wurden im Krankenlager des Lagers versorgt. Im März 1945 bemühten sich Aufsichtsrat und Vorstand der WMF um Auflösung des Lagers, bevor die US-Truppen die Gegend erreichten. Ab Ende März 1945 arbeiteten die Häftlinge nicht mehr für die WMF; im April wurden die Insassen Richtung Dachau „evakuiert“. Ihr Ziel erreichten sie allerdings nicht, da der Zug von alliierten Truppen gestoppt wurde. Eine Lagerbaracke ist noch in der Karl-Benz-Straße 13 zu sehen.

#### Hailfingen/Tailfingen
Mit der Anforderung von 600 jüdischen Häftlingen aus dem KZ Stutthof bei Danzig wurde aus dem Arbeitslager, in dem Kriegsgefangene und Zwangsarbeiter interniert waren, ein Außenkommando des KZ Natzweiler-Struthof (Elsass). Das KZ-Außenlager Hailfingen/Tailfingen existierte von Mitte November 1944 bis Mitte Februar 1945. In diesen drei Monaten kamen nachweislich 186 Häftlinge ums Leben. Nach der Auflösung des Lagers wurden die als „arbeitsunfähig“ Eingestuften in das „Krankenlager“ Vaihingen/Enz, die anderen in das KZ-Außenlager Dautmergen deportiert.

#### Haslach, Außenlager Sportplatz
Zwischen September 1944 und Februar 1945 bestand in Haslach im Kinzigtal das Außenlager Sportplatz, in dem bis zu 600 KZ-Häftlinge gefangen gehalten wurden. Diese, anfänglich überwiegend französische Widerstandskämpfer, die nach dem „Nacht-und-Nebel-Erlass“ festgehalten wurden, wurden zum Ausbau von Stollen in einem Steinbruch eingesetzt, in die die Produktion von V1- und V2-Teilen durch die Firmen Mannesmann und Messerschmitt verlagert werden sollte. Später sollte in die Stollen das Daimler-Benz-Werk Gaggenau verlegt werden. Der französische Historiker Robert Steegmann nennt Haslach „eines der mörderischsten Außenlager“ des KZ Natzweiler. In Haslach bestanden mit den Lagern Vulkan und Kinzigdamm zwei weitere Außenlager, die dem Sicherungslager Schirmeck-Vorbruck unterstanden.
Das Lagerpersonal wurde im Februar 1947 in einem der Rastatter Prozesse zur Verantwortung gezogen. In den 1990er Jahren entstand in Haslach die Initiative Gedenkstätte, die die Geschichte der Außenlager erforschte, eine Gedenkstätte einrichtete und Treffen ehemaliger KZ-Häftlinge und deren Angehörigen organisierte.

#### Heppenheim
Heppenheim an der Bergstraße war seit 28. Mai 1942 Außenlager. Die erste Schließung des Außenlagers Heppenheim erfolgte am 18. Dezember 1942. Neueröffnung war am 15. Juni 1943, die endgültige Schließung erfolgte dann am 27. März 1945.
Jedenfalls in der ersten Phase waren die in Heppenheim internierten KZ-Häftlinge in der Landwirtschaft beschäftigt. Ferner übten sie als Kommando Dachau in Heppenheim Tätigkeiten in der (SS-eigenen) Einrichtung Deutsche Versuchsanstalt für Ernährung und Verpflegung (DVA) aus, vornehmlich im Pflanzenbau. Aufgaben der DVA waren der Anbau und die Erforschung von Gewürz- und Heilkräutern, die Versorgung deutscher und ausländischer Märkte mit „deutschen Drogen“, die Herstellung und Mischung neuer Drogen, die Unterhaltung von Laboren, der Grundstückserwerb sowie der Vertrieb der erstellten Produkte. Die Plantage Dachau im KZ Dachau (offiziell „Kräutergarten Dachau“ genannt) und die Plantage im Außenlager Heppenheim (Name des Arbeitskommandos: „Dachau“) waren die bekanntesten Projekte.
Die Gefangenen des Außenlagers Heppenheim wurden am 22. März 1945, also unmittelbar vor der Besatzung Heppenheims durch US-Truppen am 27. März 1945, streng bewacht auf einen langen Marsch nach Schwäbisch Hall gebracht und von da aus am 31. März 1945 per Zug ins KZ Dachau weitertransportiert. Etliche der Gefangenen kamen dort ums Leben, bevor der größte Teil am Tegernsee befreit wurde.

#### Kochendorf
Von September 1944 bis März 1945 bestand ein Konzentrationslager in Bad Friedrichshall-Kochendorf als Außenkommando des KZ Natzweiler-Struthof. Während das Lager noch ausgebaut wurde, wurden Häftlinge als Zwangsarbeiter im Salzbergwerk Bad Friedrichshall eingesetzt. Sie sollten Teile für die Flugzeugindustrie fertigen, insbesondere die Heinkel Werke. Mindestens 447 Häftlinge starben im Lager und auf dem Todesmarsch nach der Räumung des Lagers.

#### Leonberg
In den Röhren des Engelbergtunnels wurden während des Zweiten Weltkrieges Flugzeugteile (Tragflächen für die Messerschmitt Me 262) zwischen April 1944 und April 1945 von bis zu 3500 Häftlingen des KZ Leonberg produziert, die im KZ-Außenlager des elsässischen KZ Natzweiler-Struthof interniert waren. Am Südende der inzwischen stillgelegten Röhren befindet sich heute eine KZ-Gedenkstätte. Hier steht eine am 8. Mai 2005 eingeweihte und vom Tübinger Künstler Johannes Kares entworfene Namenswand.

#### Mannheim-Sandhofen

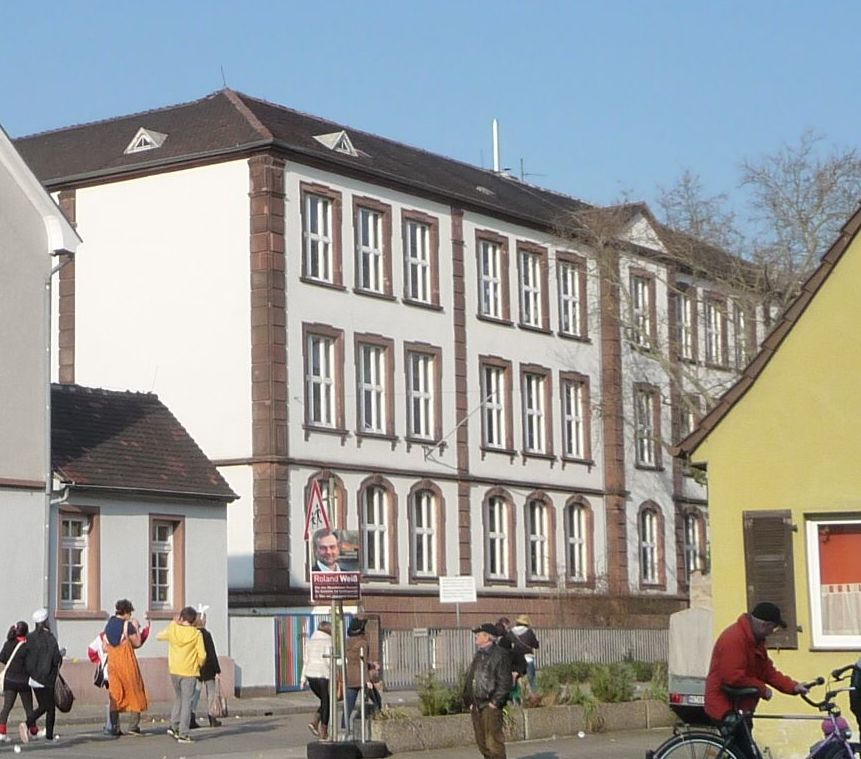
Damalige Friedrichschule, heutige Gustav-Wiederkehr-Schule (2011)

Das Lager wurde im September 1944 im Stadtteil Mannheim-Sandhofen eingerichtet. Von Oktober 1944 bis März 1945 war es eine Außenstelle des KZ Natzweiler. Es diente zur Unterbringung von KZ-Häftlingen, die für Daimler-Benz Mannheim als Zwangsarbeiter beschäftigt wurden. Bei dieser Außenstelle handelte es sich um ein Lager der Endzeit des „Dritten Reichs“ – es war ein Hungerlager. Über 1000 polnische Männer und Jugendliche, die während des Warschauer Aufstands im Sommer 1944 aus ihrer Heimatstadt verschleppt worden waren, wurden hier zur Zwangsarbeit untergebracht. Dies geschah mitten in einem Wohngebiet, und zwar in der damaligen Friedrichschule, der heutigen Gustav-Wiederkehr-Schule. Im Daimler-Benz-Werk brauchte man sie, um den LKW Opel Blitz zu produzieren. Nach einem Luftschlag der Alliierten auf die Opel-Anlage in Berlin-Charlottenburg waren die Daimler-Funktionäre angehalten, dringend benötigte Militärlastwagen zu produzieren. Jeweils 60 bis 80 Menschen hausten in einem Klassenzimmer der Schule – zusammengepfercht in Stockbetten. Das Erdgeschoss war für die KZ-Verwaltung reserviert. Die Waschräume, die von den Häftlingen nicht benutzt werden durften, befanden sich im Keller. Auf den gegenüberliegenden Straßenseiten befanden sich – ohne dass Sichtschutz aufgebaut worden wäre – Kaufläden, eine Milchablieferungsstelle und drei Gasthäuser. Das KZ war für die Einwohner unübersehbar und wurde für viele ein Teil ihres Alltags.
Die Mannheimer Daimler-Benz-Werksleitung hatte bei der SS-Zentrale die KZ-Häftlinge beantragt. Um den 20. September 1944 reisten der Personalchef und der Arbeitseinsatzingenieur ins KZ Dachau, um sich dort Häftlinge auszusuchen. Hier war kurz zuvor ein Transport mit Polen angekommen, die während des Warschauer Aufstandes gefangen genommen worden waren. Es waren überwiegend zivile Einwohner der Stadt, nur ein kleiner Teil von zehn bis zwanzig Prozent davon waren Untergrundsoldaten gewesen, alle waren aus Polen und fast nur Warschauer. Unter den 3034 Männern hatten die Daimler-Manager die erste Wahl. 1060 Männer kamen am 27. September in Mannheim an. Die angrenzende Turnhalle diente als Lagerküche, der Schulhof war Appellplatz. Die Insassen hatten anfangs 5 Kilometer Distanz zur Arbeit zu Fuß zurückzulegen, fast alle wurden in zwei Hallen bei der LKW-Produktion eingesetzt, überwiegend an Montagebändern. Die Lagerleitung meldete insgesamt 23 Tote im gegenüberliegenden Gemeindebüro, darunter ein Häftling, der hingerichtet wurde. Nach Zeugenaussagen waren es einige mehr. Der Abtransport der Kranken und die soziale Kohärenz innerhalb der Häftlinge bedingten, dass hier im Vergleich zu ähnlich großen Außenlagern wenige unmittelbar starben.
Die etwa sechzig SS-Leute kamen aus unterschiedlichen Einheiten, viele waren zur Waffen-SS versetzte Luftwaffensoldaten. Der erste Lagerführer Bernhard Waldmann war Hauptmann der Wehrmacht und wurde schon vor Weihnachten 1944 wegversetzt. Sein Nachfolger Heinrich Wicker aus Karlsruhe, ein junger SS-Untersturmführer, wurde später Leiter des „Hessentaler Todesmarsches“ und letzter Lagerkommandant des KZ Dachau. Wicker wurde von Häftlingen, die überlebt haben, als sehr grausam beschrieben. Grausamkeit, das war meist Prügelstrafe. Ein Strafenregister regelte genau, wie viele Schläge es für welches Vergehen gab. Es gab aber auch Schlimmeres, einer der Häftlinge Marian Krainski wurde am 4. Januar 1944 im Schulhof vor Benz-Angestellten, SS-Leuten und Zuschauern, darunter Kinder, wegen angeblicher Sabotage in aller Öffentlichkeit gehängt. Seine eigenen Kameraden wurden dazu gezwungen.
Die Anerkennung und der Versuch, dies auch öffentlich mittels einer Gedenktafel darzustellen, stieß über Jahrzehnte hinweg auf massiven Widerstand, da die Häftlinge ja als Zwangsarbeiter für den wichtigsten Arbeitgeber der Stadt, Daimler-Benz, unter unmenschlichen Bedingungen arbeiten mussten und dies nicht offen zugegeben werden sollte, weder von Teilen der Stadtverwaltung noch von der Firmenleitung von Daimler-Benz selbst. 1978 wurde der Stadtjugendring auf das ehemalige KZ aufmerksam und legte am Volkstrauertag einen Kranz nieder. Durch einen Bericht des Mannheimer Morgen darüber wurde die Öffentlichkeit erstmals wieder informiert. Bei der feierlichen Übergabe 1982 einer Gedenktafel zur Erinnerung an die Häftlinge der ehemaligen KZ-Außenstelle Sandhofen kam es zu einem Eklat: Während einer Rede von CDU-Stadtrat Heinrich Kirsch stellte dieser die Frage „Was soll das, nach so langer Zeit?“. Daraufhin verließ der CDU-Bundestagsabgeordnete Josef Bugl mit den Worten „Das ist ein Skandal“ gemeinsam mit einem Großteil der Zuhörer unter Protest die Feier in der Turnhalle der Gustav-Wiederkehr-Schule. Gegen viele Proteste und Einwände beschloss der Mannheimer Gemeinderat auf Betreiben des Stadtjugendrings e. V. und des DGB am 6. Oktober 1987 die Einrichtung einer Dokumentationsstätte in den Kellerräumen der Gustav-Wiederkehr-Schule. Die KZ-Gedenkstätte Sandhofen wurde im Jahr 1990 eröffnet. Eine eigene Website informiert über das Dokumentationszentrum in der Gustav-Wiederkehr-Schule. Eine Ausstellung erinnert an die Häftlinge. Ein Gürtel, eng zusammengerollt, deutet an, wie ausgehungert die Häftlinge waren. „Die Menschen erzählten sich, dass die Essenrationen, die für die Arbeiter gedacht waren, von den Aufsehern auf dem Schwarzmarkt vertrieben wurden“, berichtet Hans-Joachim Hirsch vom Stadtarchiv – Institut für Stadtgeschichte.

#### Neckarelz
In Neckarelz gab es zwei KZ. Das erste (KZ Neckarelz I) wurde im März 1944 in einer Schule eingerichtet. Fünf Klassenzimmer wurden zu Schlafräumen, der Schulhof wurde zum Appellplatz. Da der Bedarf an Arbeitskräften stark zunahm, wurden bald fünf weitere Lager als „Unterkommandos“ des ersten KZ errichtet. So entstanden insgesamt sechs sogenannte Neckarlager in der Region Neckarelz – darunter das KZ Neckarelz II am Alten Bahnhof. Insgesamt durchliefen etwa 5000 Gefangene eines oder mehrere Lager des KZ-Komplexes in der Region Neckarelz. Sie wurden nach Bedarf zwischen den Lagern verschoben. Das KZ Neckarelz I war das größte der sechs Lager.
Die Häftlinge sollten in einem Berg bei Obrigheim, das gegenüber von Neckarelz auf der anderen Seite des Neckars liegt, zwei Stollen ausbauen, um die Untertageverlagerung eines Flugzeugmotoren-Werks der Daimler-Benz-Motoren GmbH vorzubereiten. Anschließend mussten sie beim Umzug der Maschinen helfen und die Produktion als Hilfsarbeiter unterstützen. Häftlinge aus verschiedenen KZs und mehreren Zwangsarbeiterlagern arbeiteten gleichzeitig an dem Berghang und in den Stollen. Die KZ-Häftlinge arbeiteten im Zweischichtbetrieb. Ein Teil der KZ-Häftlinge musste Baracken für neue Lager oder für die Erweiterung der bestehenden Lager errichten.
Aufgrund der unmenschlichen Bedingungen waren zahlreiche Tote zu beklagen, unter anderem beim teilweisen Einsturz eines der Stollen mit über 20 Toten und bei einer Typhus-Epidemie im Herbst 1944.
Am 28. März 1945, als die Ankunft amerikanischer Truppen bevorstand, wurden die 2400 „Gehfähigen“, darunter auch Häftlinge aus den Außenlagern Heppenheim und Bensheim, auf einen „Todesmarsch“ geschickt. Der Marsch endete in Schwäbisch Hall. Von dort aus erfolgte ein gruppenweiser Bahntransport ins KZ Dachau, wo etwa 2300 ankamen.

#### Offenburg
Im März und April 1945 waren in der Artilleriekaserne 41 („La Horie“) über 600 Häftlinge des KZ Natzweiler-Struthof einquartiert, die zum Entschärfen von Blindgängern, zur Beseitigung von Bombenschäden und zum Reparieren beschädigter Bahngleise eingesetzt wurden. Unmittelbar vor der „Evakuierung“ des Lagers am 12. April 1945 ermordeten SS-Schergen 41 der Häftlinge auf bestialische Weise, nachdem sie diese als zu schwach für den Todesmarsch aussortiert hatten.
Die Stadt Offenburg hat zum 70. Jahrestag dieses Massakers eine Gedenkfeier veranstaltet.

#### Schwäbisch Hall -Hessental
Das Konzentrationslager Hessental in Schwäbisch Hall-Hessental (Württemberg) war ein vom Sommer 1944 bis April 1945 bestehendes Außenlager des KZ Natzweiler-Struthof im Elsass. Das Lager Hessental wurde im Sommer 1944 in einem ehemaligen Barackenlager des Reichsarbeitsdiensts am Bahnhof Hessental eingerichtet. Die erste Belegung mit 600 Häftlingen erfolgte am 14. Oktober 1944. Nach zwei weiteren Transporten waren bis Dezember dort 800 Häftlinge untergebracht.

#### Spaichingen
Von Anfang September 1944 bis 18. April 1945 bestand in Spaichingen im Kreis Tuttlingen ein Außenlager des KZ Natzweiler-Struthof. Die Waffenfabrik Mauserwerke aus Oberndorf am Neckar, damals der Familie Quandt gehörend, verlegte unter dem Tarnnamen „Metallwerke Spaichingen“ einen Teil ihrer Produktion dorthin. In verschiedenen Fabrikräumen wurden KZ-Häftlinge zur Herstellung von Flugzeug-Bordwaffen eingesetzt. Außerdem mussten sie am Rande der Stadt im Gewann „Lehmgrube“ eine Halle bauen; diese wurde bis Kriegsende nicht fertig. Zur Unterbringung der KZ-Häftlinge reichten die „Metallwerke“ im Sommer 1944 bei der Stadt einen Plan für die Errichtung von drei Baracken ein, eine davon zweistöckig. Bei Kriegsende waren zwei fertig und eine im Rohbau. Die Küchen des Lagers befanden sich im Gasthaus „Kreuz“. Durchschnittlich waren 300 bis 400 Menschen im Lager untergebracht.
Laut Überlebenden-Berichten waren die Zustände im Außenlager Spaichingen verheerend: SS-Bewacher unter Lagerführer Werner Halter und später Helmut Schnabel und als Kapos eingesetzte Kriminelle misshandelten die Häftlinge. Die Ernährung war völlig unzureichend. Die Lagerleitung und -köche sollen Lebensmittel verschoben haben. Kleidung stand kaum zur Verfügung, Krankheiten grassierten.
Das Standesamt Spaichingen beurkundete 1944 zwei und 1945 93 im Lager gestorbene oder ermordete Häftlinge. Als Todesursachen werden Herzlähmung, Herz- und Kreislaufschwäche, Herzschlag, allgemeine Körperschwäche, Tuberkulose, Sepsis, Lungenentzündung, „auf der Flucht erschossen“, „Selbstmord durch Erhängen“ genannt. Von den 95 Opfern ist bei 24 das Herkunftsland unbekannt, bei den übrigen handelte es sich um 21 Ungarn, 20 Italiener, 15 Jugoslawen, 5 Tschechen, 5 Slowaken, 2 Franzosen und jeweils 1 Schweizer, Österreicher und Russe. Der Spaichinger Arzt Ruffing, der von Ende September 1944 bis Januar 1945 amtlich zehn Todesfälle feststellen musste, ohne die Leichen gesehen zu haben, schätzte vor Gericht die Toten in diesem Zeitraum auf etwa 80. Zwischen Januar und April sollen nach Auskunft eines polnischen Lagerarztes 78 Menschen gestorben sein. Folglich ließen mindestens 160 Häftlinge hier ihr Leben.
Die Rot-Kreuz-Schwester Margarete Deller besorgte für die Häftlinge Schwerarbeiterkarten beim Wirtschaftsamt in Tuttlingen, um deren Ernährungslage etwas zu verbessern. Einzelne Spaichinger Einwohner deponierten Lebensmittel entlang des Weges, den die Arbeitssklaven zweimal täglich durch die Stadt nehmen mussten. Zwei Häftlinge sollen bei dem Versuch, danach zu greifen, von einem SS-Mann erschossen worden sein. Am 11. Oktober 1944 beschwerte sich die SS beim Bürgermeisteramt über den Besitzer des Gasthauses „Kreuz“, weil er Häftlingen, die in den Küchen arbeiteten, Brot zugesteckt hatte. Das Bürgermeisteramt drohte dem Wirt daraufhin mit Lagerhaft.
Am 16. oder 17. April 1945 wurde das Lager aufgelöst; die rund 400 Häftlinge wurden auf einen etwa zehntägigen Marsch in Richtung Allgäu getrieben. Über die Zahl der Toten auf diesem Marsch gibt es widersprüchliche Aussagen. Ein ehemaliger Häftling sagte als Zeuge vor dem Gericht in Rastatt, nur etwa die Hälfte der Männer habe das Ende des Marsches in Füssen erlebt. In Rastatt waren SS-Leute, Wachmannschaften und Kommandoführer auch des KZ Spaichingen angeklagt wegen Mordes, Beihilfe zum Mord, Diebstahls und Kriegsverbrechens. Laut den Prozessakten wurden von den zunächst zur Verantwortung gezogenen sieben Angehörigen des KZ-Personals drei zum Tode verurteilt, einer zu lebenslanger Zwangsarbeit, ein anderer zu fünf Jahren Gefängnis. Der Direktor der „Metallwerke Spaichingen“, Jakob Hartmann, erhielt 1947 mehrere Jahre Gefängnis, weil er u. a. für die schlechte Ernährung der Häftlinge verantwortlich gemacht wurde.
Nach Kriegsende ließ die französische Militärregierung ein Steinkreuz auf einem Massengrab errichten. 1963 wurde in Spaichingen ein KZ-Ehrenmal – eine Stahlplastik des Tuttlinger Bildhauers Roland Martin – errichtet. 1994 wurde zum 50. Jahrestag der Errichtung des Lagers mit einer mehrwöchigen Ausstellung gedacht. Seit 9. November 2005 erinnern drei Bronzeplatten als „Stolpersteine“ im Stadtzentrum an das Außenlager. Das Gelände des ehemaligen KZ ist das Zentrum des heutigen Spaichingen; dort stehen heute Rathaus, Evangelisches Gemeindehaus, Post, Häuser und ein Busbahnhof.

#### Vaihingen an der Enz
Das Konzentrationslager Vaihingen wurde im August 1944 in der Nähe von Vaihingen an der Enz angelegt, wo bereits ein Zwangsarbeiterlager bestand. Die Häftlinge sollten in einem stillgelegten Steinbruch der Firma Baresel eine unterirdische Fabrik anlegen in der Teile für den Düsenjäger Messerschmitt Me 262 hergestellt werden sollten. Das Projekt wurde wegen ständiger Luftangriffe auf Stuttgart bereits Ende Oktober 1944 eingestellt und die Häftlinge auf andere Lager verteilt. Ab 1. Dezember 1944 fungierte das Lager offiziell als „SS-Kranken- und Erholungslager“.

#### Walldorf
Das Frauenlager existierte im Zeitraum vom 23. August bis 24. November 1944. Dieses Konzentrationslager war Teil der sogenannten Endlösung zur Frage der Juden in Ungarn nach der Besetzung des Landes am 19. März 1944 und der nachfolgenden Deportationen. Die etwa 1700 KZ-Häftlinge mussten Zwangsarbeit am Flug- und Luftschiffhafen Rhein-Main, dem heutigen Flughafen Frankfurt Main, leisten. Diese Arbeiten am Flugplatz waren als „kriegsentscheidend“ eingestuft worden. Etwa 50 Frauen überlebten die viermonatige Lagerzeit nicht. Von den restlichen Frauen überlebten nur etwa 300 die weitere Deportation in KZs. Erst in den 1970er Jahren wiederentdeckt, wurde das Gedenken an die Verbrechen im Lager durch die Einrichtung eines Gedenkpfades und -tafeln, einer durch eine Überlebende finanzierte Stiftung und durch einen Film thematisiert und der Öffentlichkeit wieder ins Bewusstsein gerückt. Nach Wiederentdeckung der Lagergeschichte, Bekanntwerden und Herantreten an die Firma Züblin, auf deren Baustelle die Zwangsarbeiterinnen damals eingesetzt waren, und die zumindest für die unmenschliche Verpflegung verantwortlich war, verweigerte sich diese stets einer Wiedergutmachung. Entschädigungszahlungen, ein offizielles Statement der Entschuldigung oder des Bedauerns wurden stets abgelehnt. Seit 1991 in Firmenverbünden ist Züblin aber indirekt am Entschädigungsfonds für NS-Zwangsarbeiter beteiligt.

#### Wasseralfingen
Das KZ Wiesendorf befand sich in heutigen Aalener Ortsteil Wasseralfingen. Im August 2023 wurde eine Stolperschwelle am ehemaligen Eingang des Konzentrationslagers errichtet. Das Gelände ist heute von einem Wohngebiet überbaut.

## Strafrechtliche Aufarbeitung

### Natzweiler-Prozess in Wuppertal (1946)
Beim Natzweiler-Prozess vor einem britischen Militärgericht in Wuppertal vom 29. Mai bis 1. Juni 1946 wurde die die Mordaktion an den vier SOE-Funkerinnen vom 6. Juli 1944 verhandelt. Fünf Angeklagte wurden verurteilt, da es sich um ein Kriegsverbrechen handelte. (Artikel 30 der Haager Landkriegsordnung schreibt Gerichtsverhandlungen für Spionageverdächtige vor.)

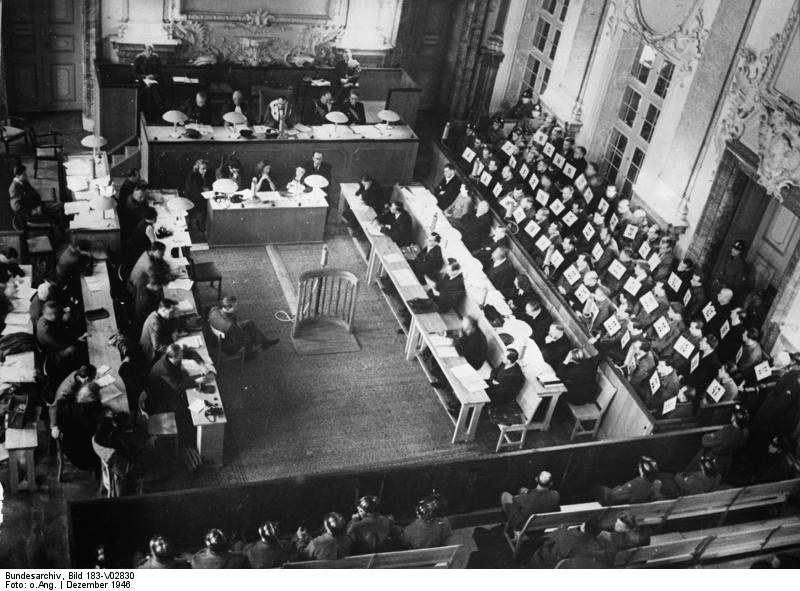
Gerichtssaal im Schloss Rastatt während einer Verhandlung 1946

### Rastatter Prozesse
In vier der Rastatter Prozesse, die im Zeitraum Dezember 1946 bis November 1947 stattfanden, waren Verantwortliche und Personal von kleineren Konzentrationslagern in Württemberg angeklagt. Dabei ging es großenteils um Außenlager des KZ Natzweiler-Struthof (die zum „Unternehmen Wüste“ gehörigen KZ sowie KZ-Außenlager Haslach-Vulkan, KZ-Außenlager Vaihingen, KZ Kochendorf, Unterriexingen und KZ Hessental).

### Verurteilung der Lagerkommandanten
Alle Lagerkommandanten des KZ Natzweiler-Struthof wurden verurteilt, jedoch zwei von ihnen (Zill und Kramer) wegen Verbrechen, die sie in anderen KZ begangen hatten.
| Lagerkommandant        | Kommandant von – bis      | Urteil, Anmerkungen |
| ---------------------- | ------------------------- | --- |
| Hans Hüttig            | April 1941 – März 1942    | Hans Hüttig wurde am 2. Juli 1954 von einem französischen Militärgericht in Metz zu lebenslanger Haft verurteilt. 1956 wurde er aus der Haft entlassen. Er starb im Jahr 1980. |
| Egon Zill              | Mai 1942 – September 1942 | Egon Zill wurde im Jahr 1953 verhaftet und wegen Verbrechen im KZ Dachau angeklagt. Am 14. Januar 1955 verurteilte ihn das Landgericht München II zu lebenslänglicher Haft wegen „Anstiftung zum Mord im KZ Dachau“. 1961 wurde die Haftzeit nach einem Wiederaufnahmeverfahren auf 15 Jahre reduziert. Im Jahr 1963 wurde Zill entlassen. Er starb im Jahr 1974. |
| Josef Kramer           | Oktober 1942 – April 1944 | Josef Kramer wurde wegen Verbrechen im KZ Bergen-Belsen und im KZ Auschwitz angeklagt. Am 7. November 1945 verurteilte ihn ein britisches Militärgericht im Bergen-Belsen-Prozess zum Tod durch den Strang. Das Urteil wurde am 13. Dezember 1945 im Zuchthaus Hameln vollstreckt. |
| Friedrich Hartjenstein | Mai 1944 – Januar 1945    | Friedrich Hartjenstein wurde 1946 von einem britischen Militärgericht in Wuppertal zu lebenslänglicher Haft verurteilt (siehe oben). In weiteren Verfahren vor französischen Militärgerichten in Rastatt (1947) und Metz (2. Juli 1954) wurde er zum Tod verurteilt. Bei dem Verfahren in Metz wurden auch fünf frühere Angehörige der Wachmannschaften (Franz Ehrmanntraut, Albert Fuchs, Robert Nitsch, Herbert Oehler, Wolfgang Seuß) wegen Mordes und Grausamkeit zum Tod verurteilt. Hartjenstein starb vor der Vollstreckung des Urteils an einem Herzschlag. |
| Heinrich Schwarz       | Februar 1945 – April 1945 | Heinrich Schwarz wurde von einem französischen Militärgericht wegen seiner in Natzweiler begangenen Taten als Kriegsverbrecher zum Tod verurteilt und 1947 hingerichtet. |

### Urteile zu den Medizinverbrechen und zur „Schädelsammlung“
Beim Nürnberger Ärzteprozess wurden im Jahr 1947 Rudolf Brandt und Wolfram Sievers als Verantwortliche des Ahnenerbes wegen Medizinversuchen und der „Straßburger Schädelsammlung“ für schuldig befunden und – auch wegen weiterer Straftaten außerhalb der Vorgänge in Natzweiler – zum Tode verurteilt. Im Nürnberger Prozess gegen die Hauptkriegsverbrecher (1945/46) hatte Sievers als Zeuge die Straßburger Schädelsammlung als ein Museumsprojekt der Straßburger Reichsuniversität dargestellt, um seine eigene Verantwortung und die Initiative Begers zu verschleiern.
Im Jahr 1947 wurde Otto Bickenbach in Frankreich verhaftet und Eugen Haagen, nach seiner Zeugenaussage im Nürnberger Ärzteprozess, nach Frankreich ausgeliefert. Von einem französischen Militärtribunal in Metz wurden beide 1952 zu lebenslanger Zwangsarbeit verurteilt (später umgewandelt in 20 Jahre Zwangsarbeit). 1955 kamen beide Ärzte im Rahmen einer Amnestie frei.
Im Zusammenhang mit der „Schädelsammlung“ wurden im Jahr 1970 die Anthropologen Bruno Beger, Hans Fleischhacker und Wolf-Dietrich Wolff, der ehemalige Referent von Wolfram Sievers, vor dem Frankfurter Schwurgericht wegen Beteiligung an der Ermordung der 86 Juden angeklagt. Nur Beger wurde zu drei Jahren Haft verurteilt, wobei ihm vom Gericht apologetisch eine „schicksalhafte Verstrickung“, „inneres Widerstreben“ und „menschliche Regungen“ gegenüber Lagerinsassen attestiert wurden.

## Gedenkstätten

### In Natzweiler
1949 wurde das Lager dem Kriegsopfer-Ministerium („des Anciens combattants et Victimes de guerre“) unterstellt und in den Folgejahren in eine Gedenkstätte umgewandelt. 1957 bis 1959 folgt die Errichtung des „Mémorial de la Déportation“ (nach Entwürfen von Bertrand Monnet und Lucien Fenaux). Dies wurde 1960 vom Staatspräsidenten General de Gaulle eingeweiht. 1965 wurde die Gedenkstätte um ein Museum erweitert. Vom 12. auf den 13. Mai 1976 wurde das Museum bei einem Brandanschlag durch eine Gruppe Loups Noirs zerstört, die vermutlich auf die Gefangenschaft der 1100 Elsässer in dem Lager nach 1945 hinweisen wollte.
2005 wurde anlässlich des 60. Jahrestags der Befreiung Frankreichs von Jacques Chirac das Europäische Zentrum des deportierten Widerstandskämpfers eingeweiht. Es erinnert an die Geschichte der gefangen genommenen und deportierten Widerstandskämpfer im Zweiten Weltkrieg.

Nekropole des Mémorial national de la Déportation
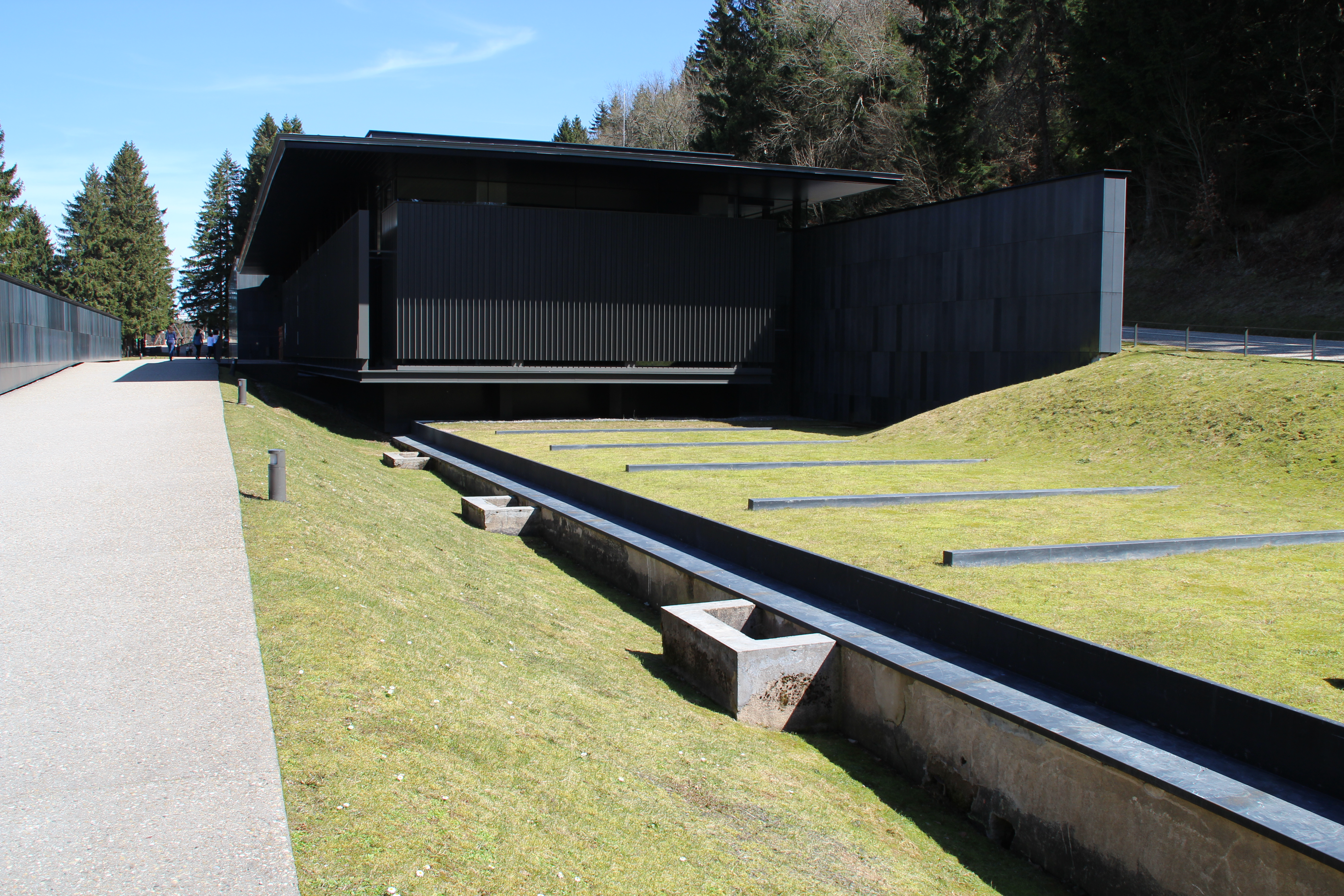
Europäisches Zentrum des deportierten Widerstandskämpfers

### In Paris

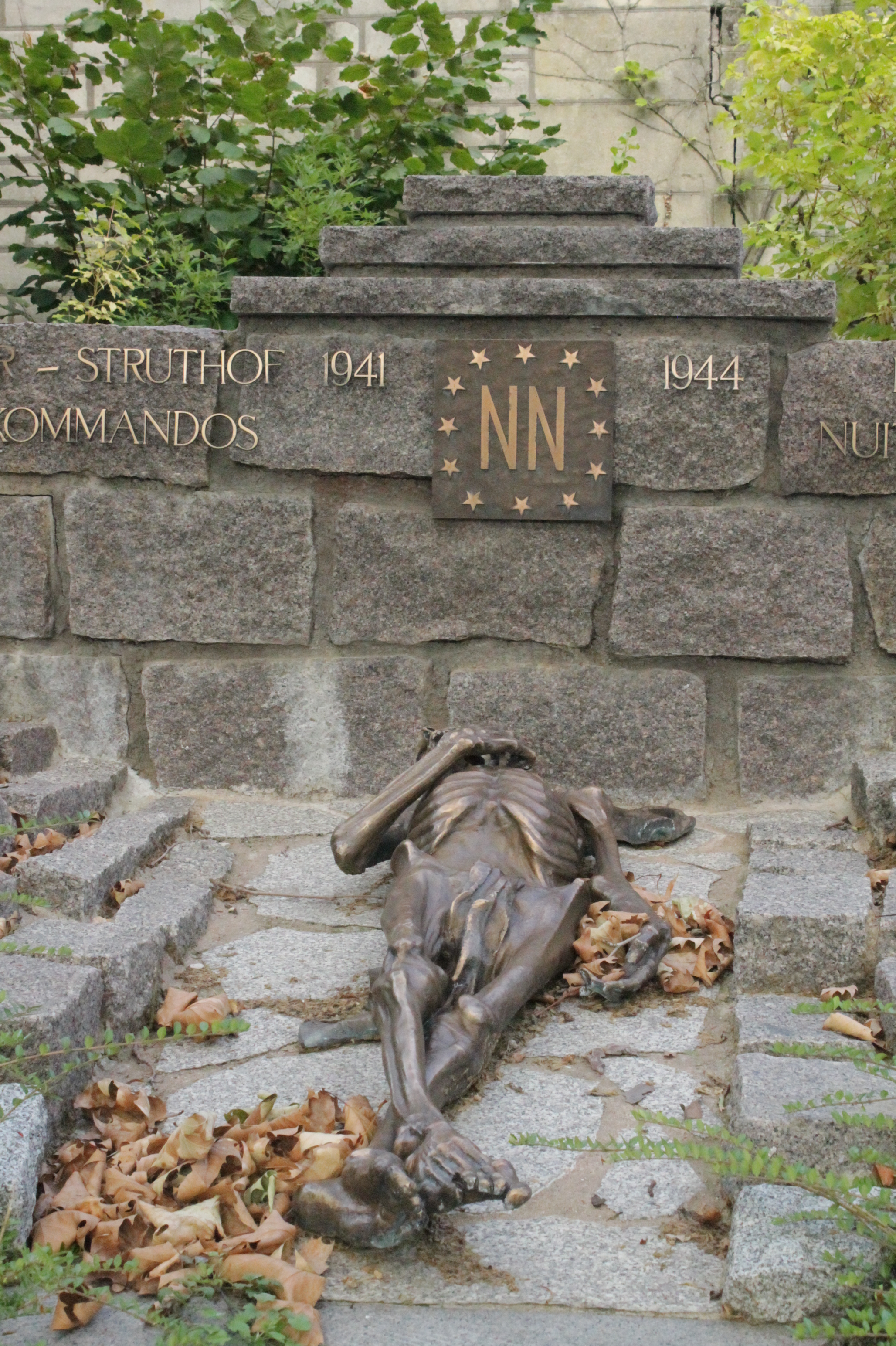
Mahnmal auf dem Friedhof Père-Lachaise, Paris

Auf dem Cimetière du Père-Lachaise in Paris wurde im Jahr 2004 – 60 Jahre nach der Evakuierung des KZ Natzweiler – eine Gedenkstätte zur Erinnerung an die Opfer eingeweiht. Die Inschrift auf einer aus Steinblöcken errichteten Mauer benennt das KZ Natzweiler und seine 70 „Kommandos“ (Außenlager). Davor liegt auf dem gepflasterten Steinboden die Figur eines völlig ausgezehrten Menschen, der die Opfer symbolisiert. Die an den Füßen gekreuzten Beine erinnern an Darstellungen des gekreuzigten Christus. Es handelt sich um eine Replik einer Figur, die von dem Bildhauer Georges Halbout du Tanney geschaffen und im Jahr 1973 im KZ Natzweiler eingeweiht wurde. Halbout hatte bereits im Jahr 1945 eine kleine Version dieser Figur geschaffen, nachdem er befreiten Häftlingen begegnet war.

### Gedenkstätten zu Außenlagern
Auch zu zahlreichen Außenlagern in Deutschland und Frankreich entstanden Gedenkstätten. Im November 2016 wurde der deutsche Verbund der Gedenkstätten im ehemaligen KZ-Komplex Natzweiler (VGKN) gegründet.
Das ehemalige Konzentrationslager Natzweiler und die rund 50 dazugehörigen Außenlager erhielten im März 2018 das Europäische Kulturerbe-Siegel.

### Weitere Gedenkorte
Die niederländische Kriegsgräberstiftung (Oorlogsgravenstichting) hat Landsleute, die im KZ Struthof zu Tode gekommen sind, auf die zentrale niederländische Gedenkstätte für Süddeutschland, den Waldfriedhof Oberrad in Frankfurt am Main, umgebettet. Auf diesem Ehrenfeld erinnert die Statue Der fallende Mann an sie und ihre Leidensgenossen aus den KZs Dachau und Flossenbürg.
Ein Mahnmal auf dem Jüdischen Friedhof Cronenbourg in Straßburg erinnert an die 86 Juden, die für das Projekt „Straßburger Schädelsammlung“ ermordet wurden. Ihre Namen stehen auf einem großen Steinblock an dem Sammelgrab, in dem sie bestattet wurden.

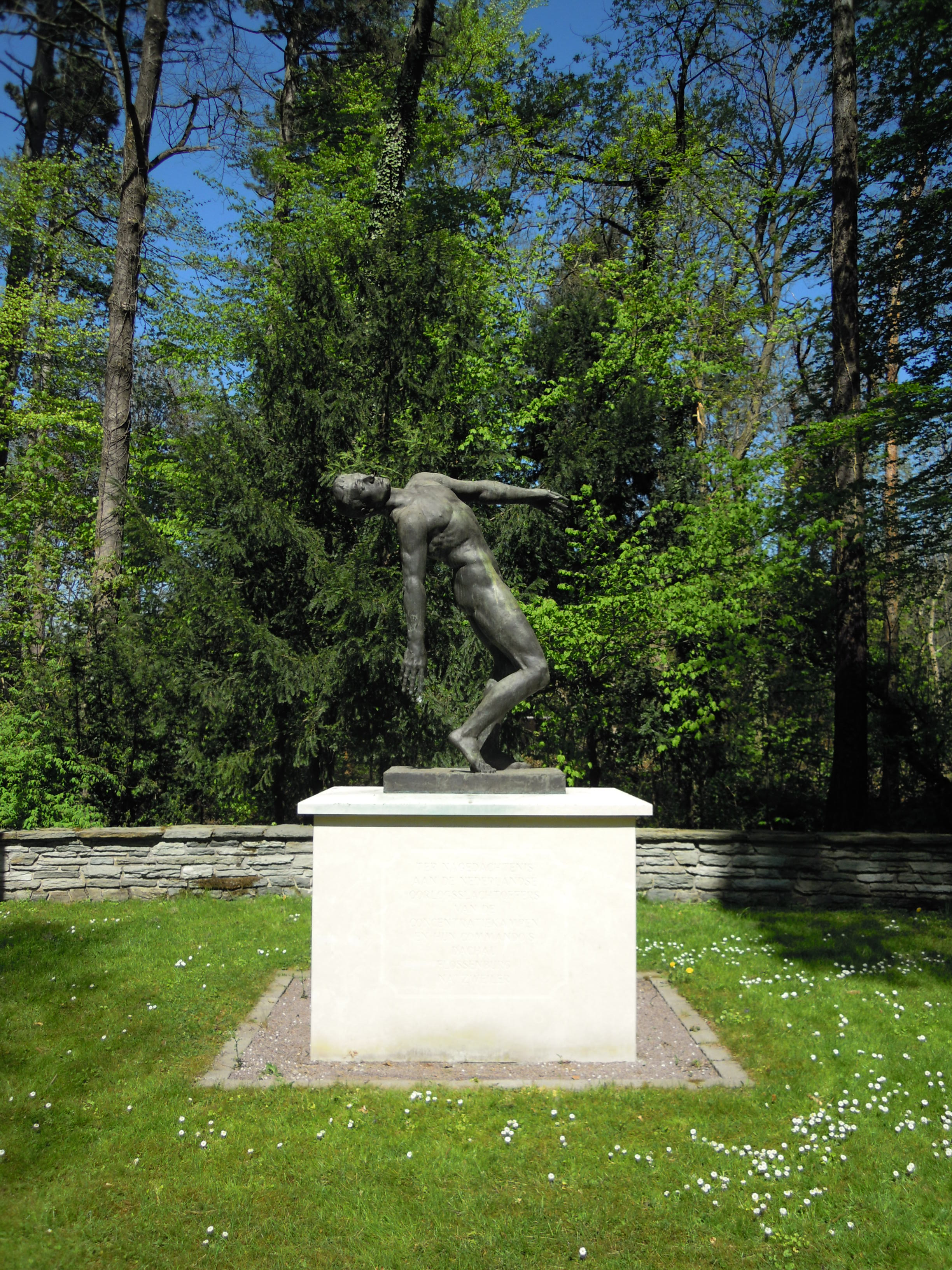
Statue Fallender Mann auf dem Waldfriedhof Oberrad
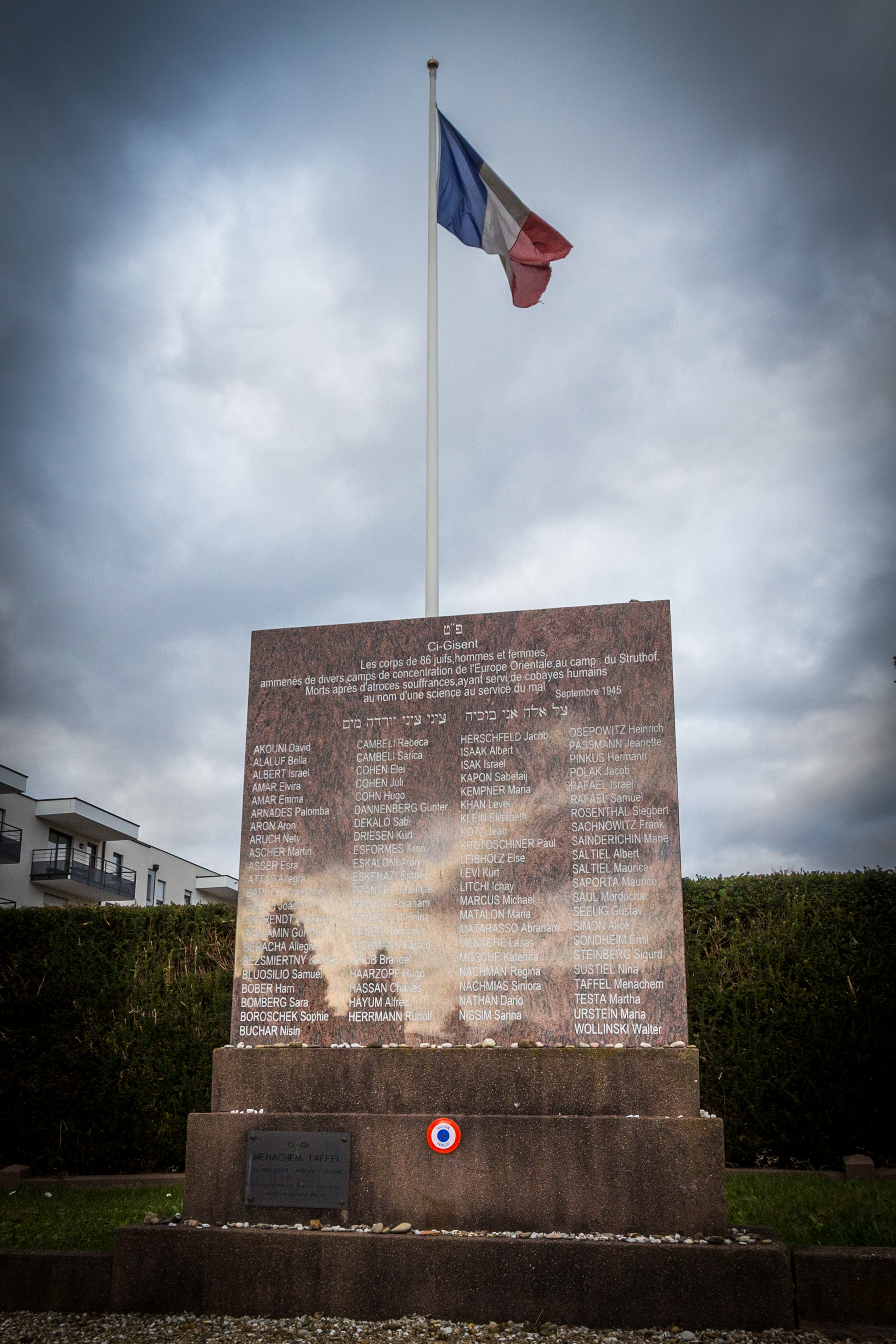
Mahnmal auf dem Jüdischen Friedhof Cronenbourg